# Zimbabue
Zimbabue ―oficialmente República de Zimbabue (en inglés: Republic of Zimbabwe, en shona: Rudhende rwe Zimbabwe)  ―
es un país sin litoral situado en el sudeste de África, entre el río Zambeze, las cataratas Victoria y el río Limpopo. Limita al oeste con Botsuana, al norte con Zambia, al sur con Sudáfrica y al este con Mozambique.
La capital y ciudad más grande es Harare y su segunda ciudad más grande es Bulawayo.
Zimbabue, un país de aproximadamente 15 millones de habitantes, tiene 16 idiomas oficiales los cuales son; el chichewa, el chibarwe, el inglés, el kalanga, el koisán, el nambya, el ndau, el ndebele del norte, el shangani, el shona, el sesoto, el tsonga, el setsuana, el venda, el xhosa y la lengua de signos zimbabuense, siendo el inglés, el shona y el ndebele los más hablados y siendo el tercer país con más idiomas oficiales en el mundo.
Desde el siglo XI, la región que ahora es Zimbabue ha sido el sitio de varios Estados, como los reinos de Butua, Rozvi y Monomotapa, además de una ruta importante para la migración y el comercio.
La Compañía Británica de Sudáfrica demarcó su territorio actual cuando conquistó Mashonalandia en 1890 y Matabelelandia en 1893 durante la primera guerra Matabele. El gobierno de la compañía terminó en 1923 con el establecimiento de Rodesia del Sur como colonia británica autónoma. En 1965, un gobierno conservador de la minoría blanca declaró unilateralmente su independencia como Rodesia.
Rodesia enfrentó el aislamiento internacional, y tras una guerra civil que duró quince años entre las fuerzas nacionalistas negras y el gobierno de minoría blanca, se estableció la emancipación universal y la soberanía de iure de Zimbabue en abril de 1980.
Robert Mugabe fue nombrado primer ministro en 1980, cuando el partido Unión Nacional Africana de Zimbabue ganó las elecciones; fue presidente de Zimbabue desde 1987 hasta su dimisión en 2017. El país atravesó un período de declive económico en la década de 2000, experimentando numerosas crisis e hiperinflación.
El 15 de noviembre de 2017, tras más de un año de protestas contra su gobierno, Mugabe fue puesto bajo arresto domiciliario por el ejército durante un golpe de Estado y dimitió seis días después. Emmerson Mnangagwa se ha desempeñado desde entonces como presidente de Zimbabue.
En 2010, el IDH (índice de desarrollo humano) de Zimbabue fue el más bajo del mundo.
Sin embargo, desde entonces la situación del país ha mejorado. En 2020 se ubicó en el lugar 150 de 189 países.
Zimbabue se ve afectado regularmente por sequías e inundaciones.

## Historia

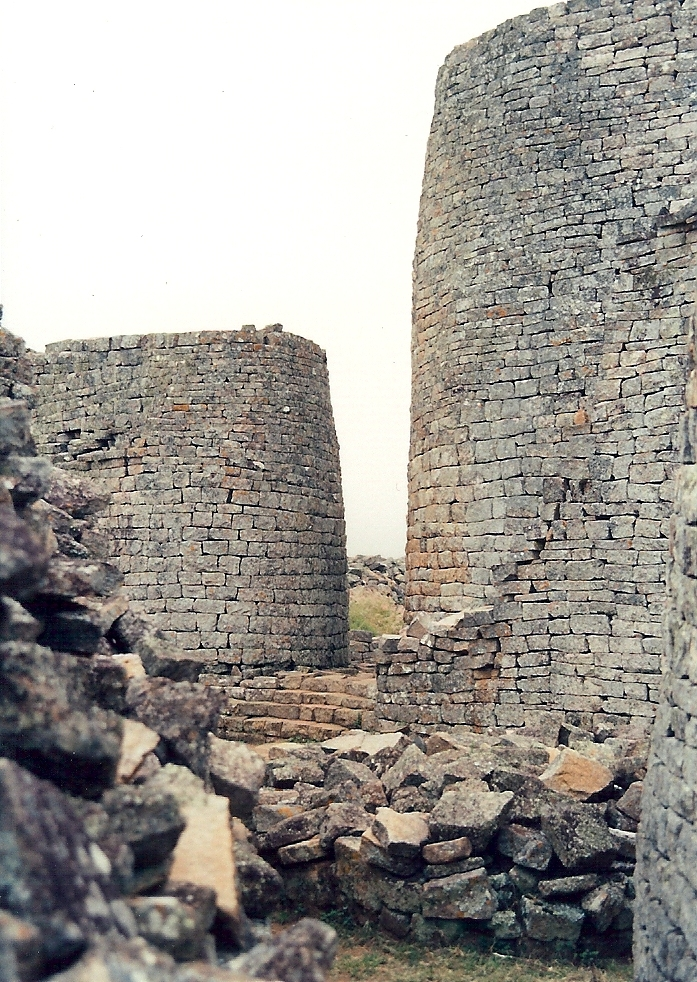
Torres de Gran Zimbabue.

Los pobladores originales hasta las migraciones bantúes en el siglo IX eran los pueblos khoisan. Durante los siglos XIII y XIV, los bantúes crearon el Imperio Monomotapa en este territorio alcanzando una gran importancia, cuyo centro se encontraba en las ruinas del Gran Zimbabue. Cuando en 1607 el monarca del imperio concedió a los portugueses la explotación del subsuelo de la zona, ya se encontraba en decadencia que en otro tiempo, gracias a sus minas de oro y al comercio de esclavos llegó a mantener un comercio casi constante con la costa del océano Índico.
A finales del siglo XIX los británicos dirigidos por Cecil Rhodes comenzaron la colonización de la región con el objetivo de explotar minas. La riqueza de esta tierra atrajo a numerosos europeos que consiguieron que la población blanca dominara el país. En 1921 se proclamó colonia autónoma de Rodesia del Sur. En 1953 el Reino Unido, temeroso de la mayoría negra, creó la Federación de Rodesia y Nyasalandia compuesta por las dos antiguas Rodesias, la del norte y la del sur, y Nyasalandia actual Malaui. En 1964 el Reino Unido concedió la independencia a Rodesia del Norte, pero se la negó a la Rodesia del Sur, a menos que se dieran garantías de que el gobierno sería elegido por sufragio universal. Un año después el primer ministro Ian Smith declaró unilateralmente la independencia de Rodesia del Sur, promulgó una nueva constitución y se adoptó el nombre de República de Rodesia.
En 1969 una minoría blanca votó en referéndum a favor de la república como forma de gobierno con una nueva constitución. Al año siguiente se declaró República, pero no fue reconocida ni por el Reino Unido ni por la ONU. Tiempo después comenzaron los conflictos en el país, lo que acabó en un sangriento conflicto que duró más de una década. En 1979 se acordó una tregua (Acuerdos de Lancaster House) y, tras un año, la mayoría negra consiguió votar por primera vez en unas elecciones, resultando elegido primer ministro el obispo moderado Abel Muzorewa, que llamó al país con el nombre de Zimbabue-Rodesia y acordó aceptar una transición provisional con un gobernador británico para poder convocar a elecciones al año siguiente.
En 1980 el país consiguió su independencia y pasó a denominarse República de Zimbabue y las elecciones fueron ganadas por la Unión Nacional Africana de Zimbabue, el ZANU. Ante el temor de una fuga masiva de capitales, el nuevo régimen se compromete a introducir en la Constitución un artículo que proteja la propiedad privada, incluida la tierra, así como una cláusula que prohíba cualquier modificación de la Ley Fundamental durante un período de al menos siete años, lo que ha contribuido a tranquilizar a los círculos empresariales. En la década de 1980 se aprobaron varias leyes en un intento de reducir las diferencias salariales. Sin embargo, las diferencias siguen siendo considerables. En 1988, la ley otorgó a las mujeres, al menos en teoría, los mismos derechos que a los hombres. Anteriormente, solo podían tomar unas pocas iniciativas personales sin el consentimiento de su padre o marido.
A partir de 1982, el Gukurahundi tuvo lugar donde miles de civiles Ndebele fueron asesinados por el ejército de Zimbabue.
El 2 de diciembre de 1987 Robert Mugabe fue nombrado primer presidente ejecutivo del país y fue reelegido en marzo de 1990. En 1991 la ZANU abandonó oficialmente sus ideales socialistas,[cita requerida] pero promovió una reforma agraria que permitió poner en manos estatales las grandes propiedades de los blancos, que representaban el 1 % de la población, pero seguían siendo dueños del 70 % de la tierra cultivable del país. La forma en que se realizaron las expropiaciones ha sido considerada a menudo polémica, tanto por la forma violenta de ocupar dichas propiedades, como por la manera de distribuirlas y administrarlas una vez ocupadas. Diferentes organizaciones internacionales, grupos independientes de derechos humanos y el partido político más grande de oposición, el Movimiento por el Cambio Democrático han reclamado contra la falta de transparencia y el sistema de readjudicación de estas tierras.
En los años noventa, la situación económica se deterioró significativamente bajo el peso de las sanciones internacionales, lo que llevó al régimen a aceptar una política de "reajuste estructural" defendida por las instituciones financieras internacionales. En 1992, un estudio del Banco Mundial indicó que se habían construido más de 500 centros de salud desde 1980. El porcentaje de niños vacunados aumentó del 25 % en 1980 al 67 % en 1988 y la esperanza de vida aumentó de 55 a 59 años. La matriculación aumentó en un 232 % un año después de que la educación primaria fuera gratuita y la matriculación en la escuela secundaria aumentó en un 33 % en dos años. Estas políticas sociales conducen a un aumento de la ratio de deuda.
Robert Mugabe se mantuvo en el poder entre 1980 y 2017. En las sucesivas elecciones desde el año 1996 el recuento de votos ha sembrado dudas en sectores opositores, tanto internos como externos. El gobierno de Mugabe ha tenido que hacer frente a una oposición cada vez mayor, dada la crisis económica que vive el país. El gobierno considera que la presión occidental sobre Mugabe es fruto de las crecientes relaciones económicas con China y a la disputa entre China y Estados Unidos para acceder a las enormes riquezas del subsuelo de Zimbabue.

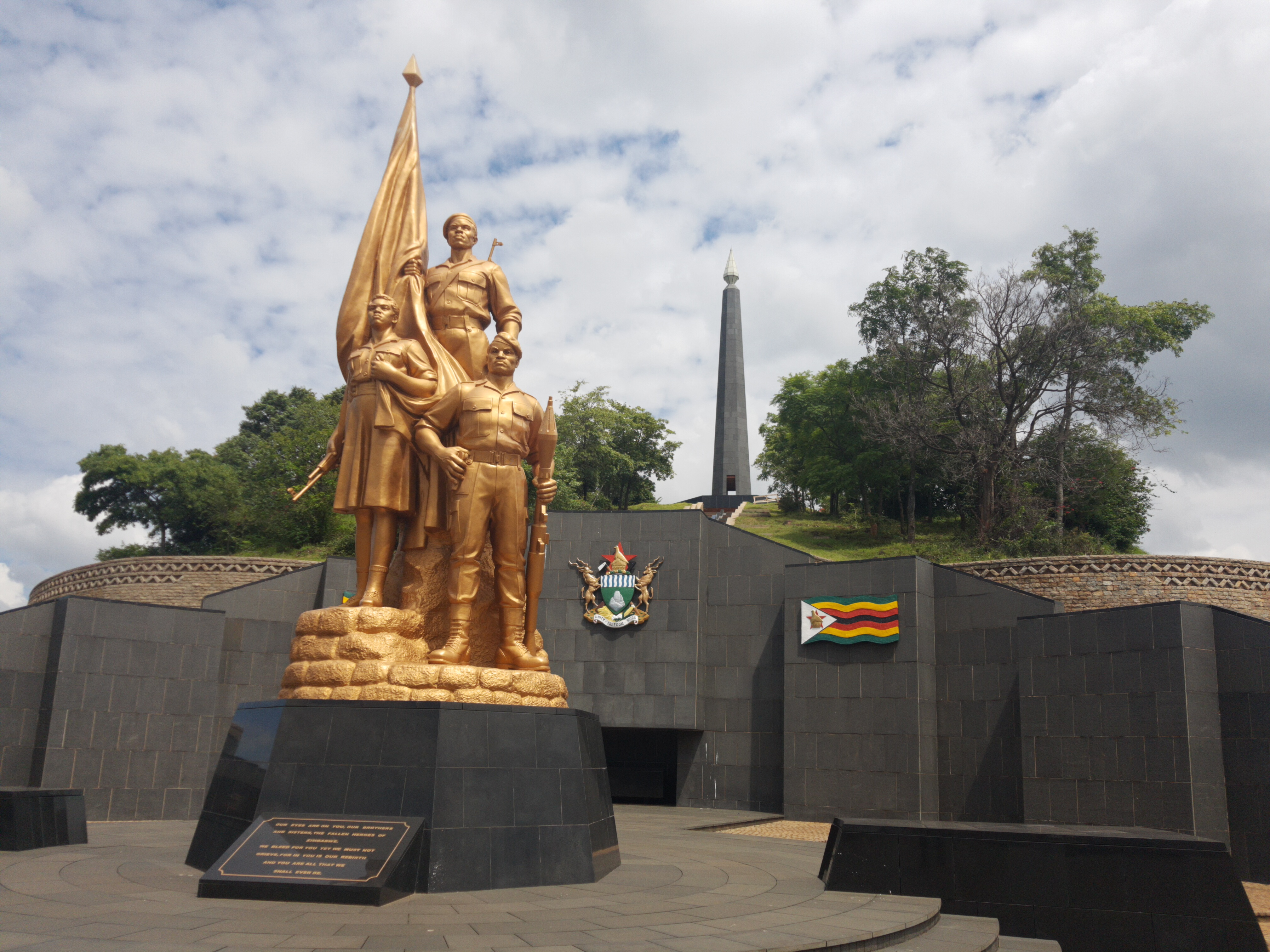
La estatua del soldado desconocido en el Acre de los Héroes Nacionales en Harare (Zimbabue).

El 14 de noviembre de 2017, se produjo un golpe de Estado ejecutado por las fuerzas armadas, debido a la creciente tensión por la sucesión de la presidencia del país[cita requerida] dada la avanzada edad del presidente (93 años entonces).[cita requerida] El hecho se debe a que los veteranos de la última guerra y del partido del mismo Mugabe lo acusan de purgarlos del partido, para dejar a su esposa, apoyada por las juventudes del partido, en el poder.[cita requerida]
El vicepresidente Emmerson Mnangagwa, que formó parte del sector que protagonizó el golpe, fue destituido y huyó a Sudáfrica. Los militares justificaron su acción, diciendo que se trata de una "intervención", ya que el partido fue copado por contrarrevolucionarios y que le están haciendo mal al pueblo.
El 19 de noviembre de 2017 Mugabe dimitió como líder del partido oficialista,
y dos días más tarde presentó su dimisión como presidente del país.
Después de la renuncia de Mugabe, Mnangagwa regresó al país y asume provisionalmente la presidencia.

## Gobierno y política

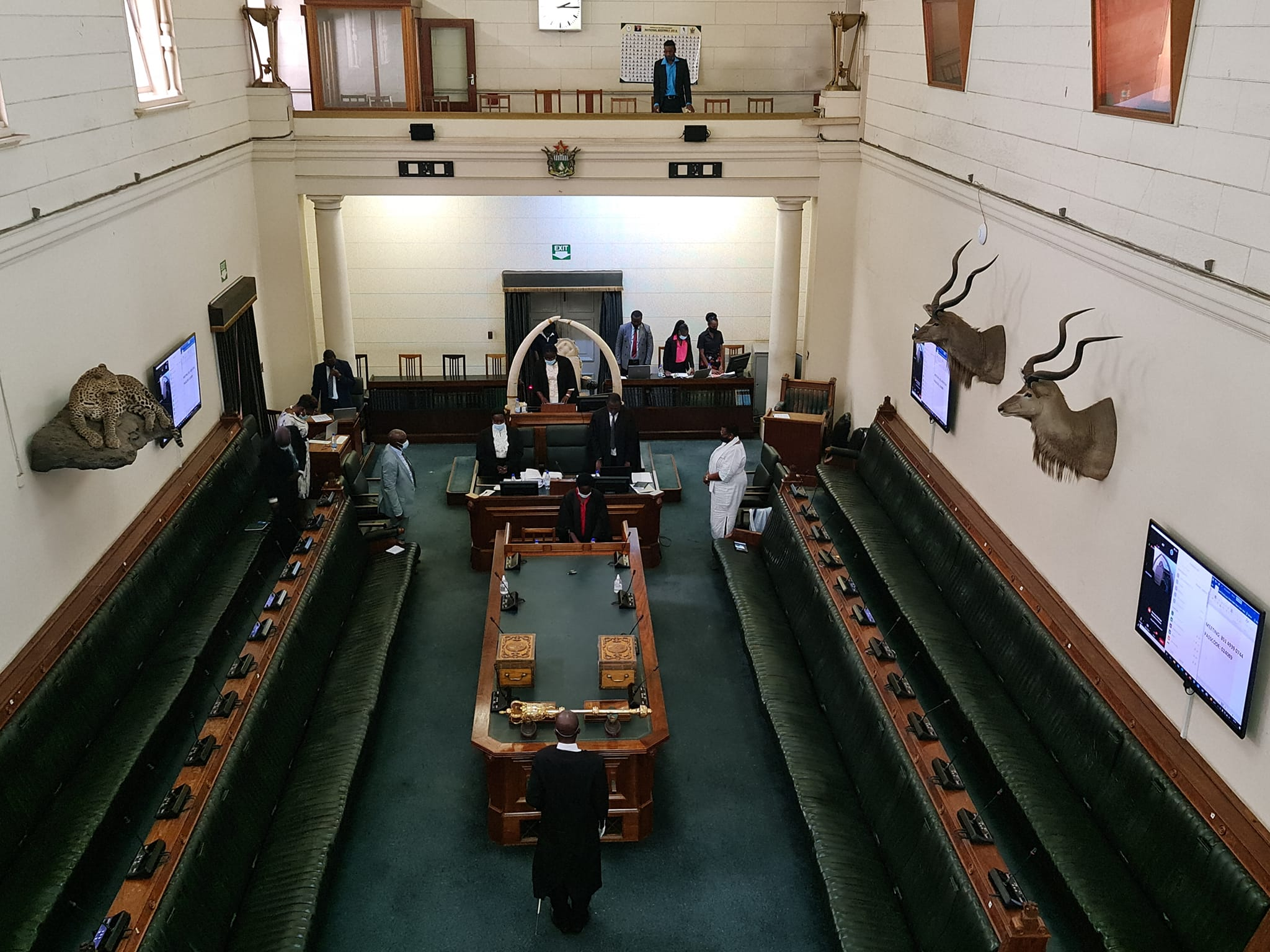
Vista interna de la Cámara de la Asamblea Nacional (el Parlamento de Zimbabue).

Zimbabue es una República presidencialista. El sufragio es universal para todos los mayores de 18 años. El presidente es, a su vez, el jefe de Estado y de Gobierno. El parlamento está formado por dos cámaras: la Asamblea Nacional de Zimbabue que tiene 150 escaños, de los cuales 120 son elegidos por los ciudadanos, 20 por el presidente y diez jefes tribales, y el Senado que fue instaurado a partir de los cambios constitucionales de 2005.
El expresidente Robert Mugabe, y su partido Unión Nacional Africana de Zimbabue-Frente Patriótico (ZANU-PF), dominaron la vida política del país desde su independencia ganando siempre las elecciones.
En 1987 el entonces primer ministro Robert Mugabe reformó la Constitución y se nombró presidente[cita requerida]. El ZANU ha vencido en todas las elecciones desde la independencia. Las elecciones de 1990 fueron nacional e internacionalmente criticadas por sospecharse que habían sido manipuladas, ya que el Zimbabwe Unity Movement, el segundo partido en la oposición de Edgar Tekere, solo obtuvo el 16 % de los votos.
Las elecciones de 2002 se celebraron entre denuncias de manipulación de votos, intimidación y fraude.
Las siguientes elecciones se celebraron el 20 de marzo de 2008.
Las elecciones generales de Zimbabue de 2013 se celebraron el 31 de julio de 2013.

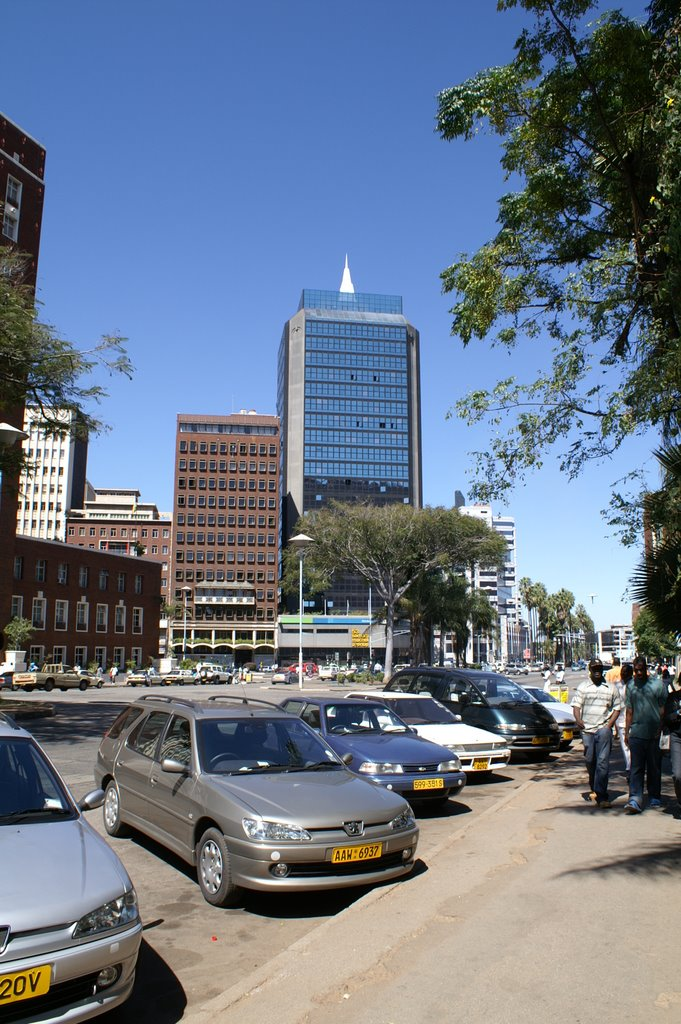
Vista de Harare, la capital nacional.

Tanto la Unión Europea como Estados Unidos decretaron sanciones contra el gobierno de Mugabe por la violación de los derechos humanos.[cita requerida]
Tras un alzamiento militar provocado por las aspiraciones de Mugabe de colocar a su mujer Grace como sucesora en el cargo tras expulsar al vicepresidente, Robert Mugabe dimite como Presidente de Zimbabue a la tarde del 21 de noviembre de 2017, como consecuencia del inicio del impeachment contra él en el Parlamento de Zimbabue.
Emmerson Mnangagwa (exvicepresidente destituido el 4 de noviembre) asume como presidente el 24 de noviembre de 2017, convirtiéndose en el tercer presidente del país.

### Derechos humanos
En materia de derechos humanos, respecto a la pertenencia a los siete organismos de la Carta Internacional de Derechos Humanos, que incluyen al Comité de Derechos Humanos (HRC), Zimbabue ha firmado o ratificado:
| Zimbabue | Tratados internacionales | Tratados internacionales  | Tratados internacionales | Tratados internacionales  | Tratados internacionales  | Tratados internacionales | Tratados internacionales  | Tratados internacionales | Tratados internacionales  | Tratados internacionales  | Tratados internacionales  | Tratados internacionales    | Tratados internacionales  | Tratados internacionales  | Tratados internacionales | Tratados internacionales  | Tratados internacionales  | Tratados internacionales  |
| --- | ------------------------ | ------------------------- | ------------------------ | ------------------------- | ------------------------- | ------------------------ | ------------------------- | ------------------------ | ------------------------- | ------------------------- | ------------------------- | --------------------------- | ------------------------- | ------------------------- | ------------------------ | ------------------------- | ------------------------- | ------------------------- |
| Zimbabue | CESCR                    | CESCR                     | CCPR                     | CCPR                      | CCPR                      | CERD                     | CED                       | CEDAW                    | CEDAW                     | CAT                       | CAT                       | CRC                         | CRC                       | CRC                       | CRC                      | MWC                       | CRPD                      | CRPD                      |
| Zimbabue | CESCR                    | CESCR-OP                  | CCPR                     | CCPR-OP1                  | CCPR-OP2-DP               | CERD                     | CED                       | CEDAW                    | CEDAW-OP                  | CAT                       | CAT-OP                    | CRC                         | CRC-OP-AC                 | CRC-OP-SC                 | CRC-OP-CP                | MWC                       | CRPD                      | CRPD-OP                   |
| Pertenencia | Sin información.         | Ni firmado ni ratificado. | Firmado y ratificado.    | Ni firmado ni ratificado. | Ni firmado ni ratificado. | Firmado y ratificado.    | Ni firmado ni ratificado. | Firmado y ratificado.    | Ni firmado ni ratificado. | Ni firmado ni ratificado. | Ni firmado ni ratificado. | Firmado pero no ratificado. | Ni firmado ni ratificado. | Ni firmado ni ratificado. | Sin información.         | Ni firmado ni ratificado. | Ni firmado ni ratificado. | Ni firmado ni ratificado. |
| Firmado y ratificado, firmado, pero no ratificado, ni firmado ni ratificado, sin información, ha accedido a firmar y ratificar el órgano en cuestión, pero también reconoce la competencia de recibir y procesar comunicaciones individuales por parte de los órganos competentes. |                          |                           |                          |                           |                           |                          |                           |                          |                           |                           |                           |                             |                           |                           |                          |                           |                           |                           |

## Organización territorial

Organización territorial de Zimbabue.

Zimbabue está subdividida en ocho provincias y dos ciudades con rango provincial:
- Bulawayo (ciudad)
- Harare (ciudad)
- Manicalandia
- Mashonalandia Central
- Mashonalandia Oriental
- Mashonalandia Occidental
- Masvingo
- Matabelelandia Septentrional
- Matabelelandia Meridional
- Midlands

## Geografía

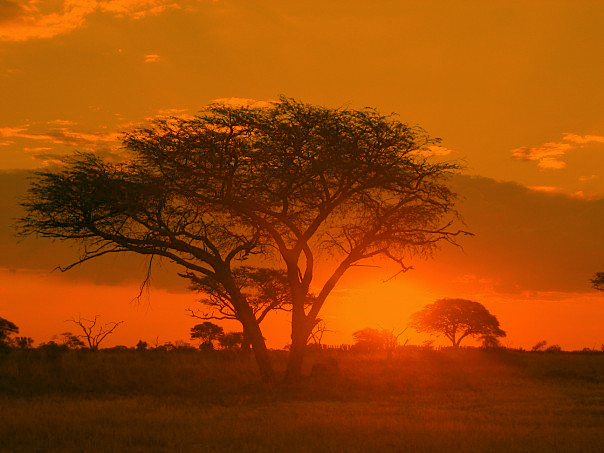
Amanecer en el parque nacional Matobo.

Zimbabue es un país africano, rodeado por Sudáfrica, Botsuana, Zambia y Mozambique. En la frontera noroeste está el río Zambeze donde se encuentran las cataratas Victoria, que es un destino popular para los turistas. Al sur limitando con Sudáfrica se encuentran el río Limpopo.

### Ecología

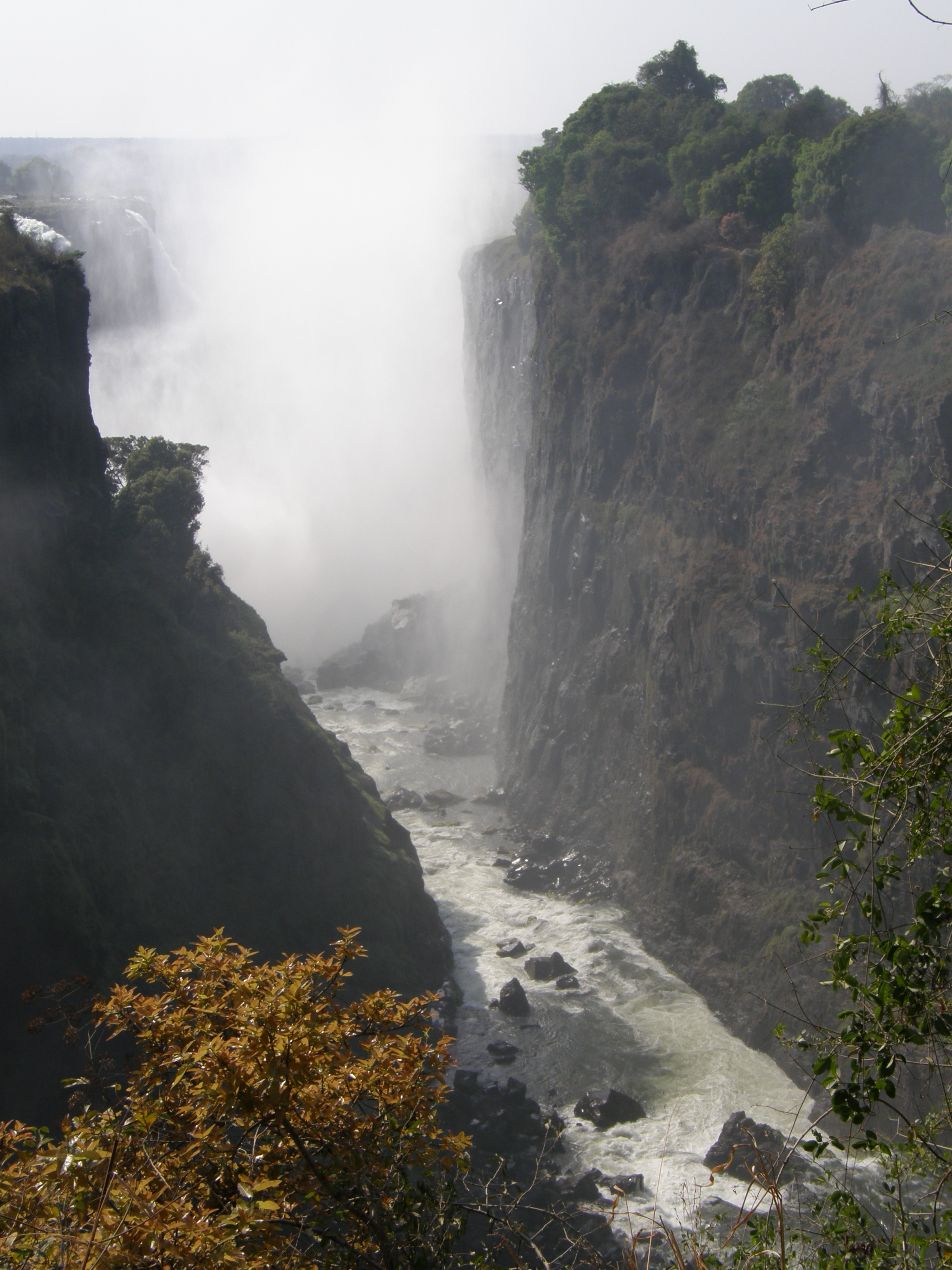
Livingstone Way en Zimbabue.

El bioma dominante es la sabana arbolada, con diferentes especies arbóreas según las zonas. WWF divide el territorio de Zimbabue en siete ecorregiones:[cita requerida]
- Sabana arbolada de teca del Zambeze (oeste)
- Sabana arbolada del Kalahari (oeste)
- Sabana arbolada de mopane del Zambeze (norte y sur)
- Sabana arbolada de miombo meridional (centro)
- Sabana arbolada de África austral (suroeste)
- Mosaico montano de selva y pradera de Zimbabue oriental (este)
- Selva mosaico costera de Inhambane (algunos enclaves en las estribaciones de las montañas del este)

### Geología
La geología de Zimbabue, en el sur de África, se centra en el Cratón de Zimbabue, un núcleo de basamento Arcaico compuesto principalmente por granitoides, esquistos y gneises. También incorpora cinturones de piedra verde compuestos por volcanes máficos, ultramáficos y félsicos, asociados a sedimentos epiclásticos y formaciones de hierro. El cratón está recubierto al norte, noroeste y este por cuencas sedimentarias proterozoicas y fanerozoicas, mientras que al noroeste se encuentran las rocas del supergrupo Magondi.
Hacia el norte se encuentra el cinturón de Zambeze y hacia el este el cinturón de Mozambique.
Al sur del Cratón de Zimbabue se encuentra el Cratón Kaapvaal, separado de éste por el Cinturón Móvil de Limpopo, una zona de deformación y metamorfismo que refleja acontecimientos geológicos desde el Arcaico hasta el Mesoproterozoico. El cratón de Zimbabue está intruido por un complejo ígneo ultramáfico/mórfico alargado conocido como Great Dyke, que se extiende más de 500 km a lo largo de una fosa con orientación SSW/NNE. Está formado por peridotitas, piroxenitas, noritas y bandas de cromitita.

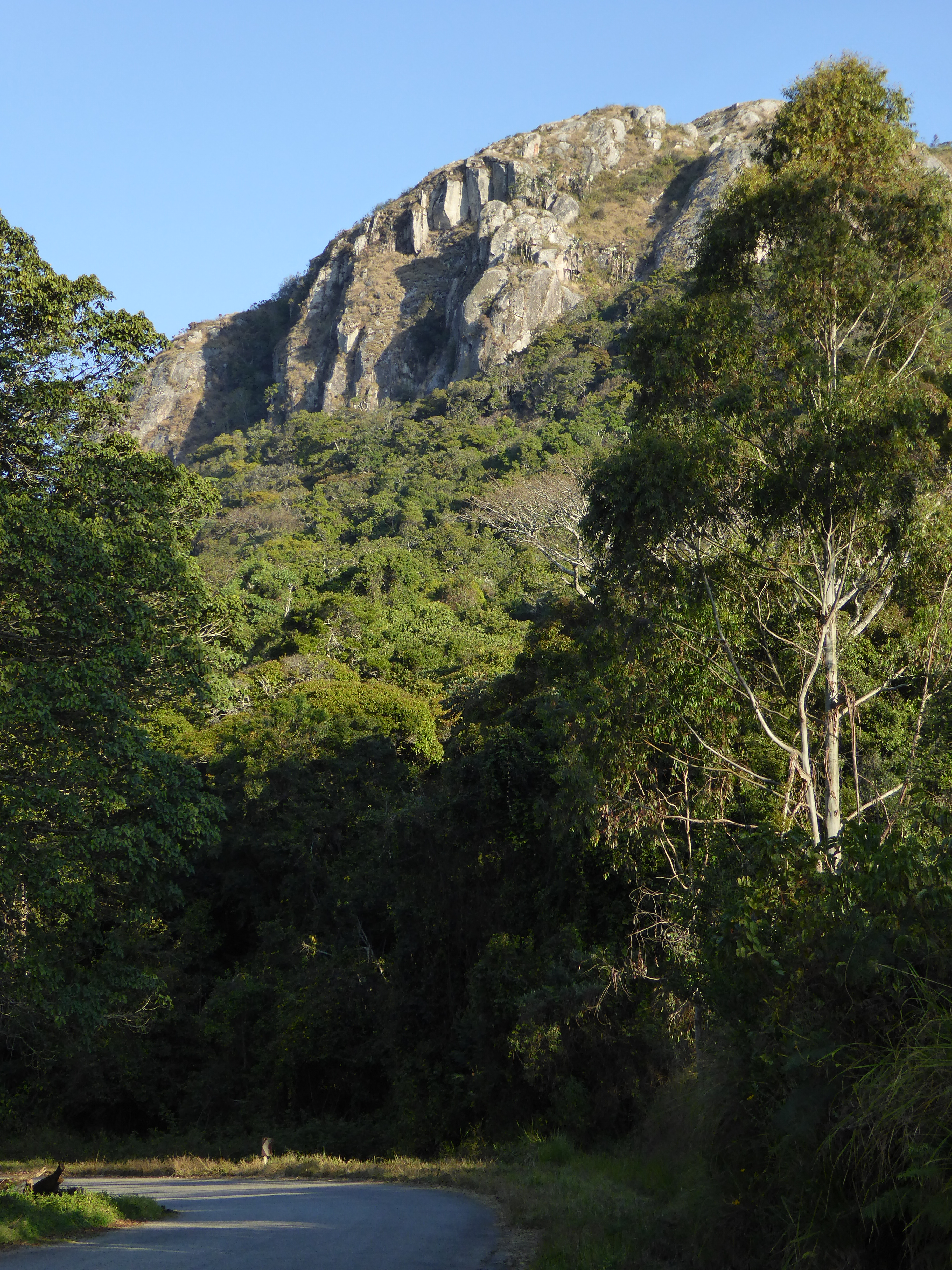
Rocas de granito en los montes Bvumba (Zimbabue).

Las rocas supracrustales más antiguas son el Grupo Sebakwiano (3,5 Ga), expuesto en los alrededores de Shurugwi y Mashava, y al noroeste de Gweru, dentro del cratón central. Este grupo está formado por rocas metavolcánicas, como komatiita y basalto, formación de hierro en bandas y rocas metasedimentarias clásticas. Al Grupo Sebakwian le sucede el Grupo Bulawayan, diferenciado a su vez por las Piedras Verdes Inferiores (2,9 Ga) y las Piedras Verdes Superiores (2,7 Ga).
Las Piedras Verdes Inferiores incluyen rocas volcánicas y volcaniclásticas félsicas, komatitas y basaltos komatiíticos con formaciones de hierro intercaladas y sedimentos clásticos polimícticos. Por encima del Grupo Bulawayan se encuentra el Grupo Shamvaiano (2,7 Ga), y son estos dos grupos los que constituyen los principales cinturones de piedra verde. Los granitoides tonalíticos Sesombi Suite y graníticos Chilimanzi Suite intruyeron las Piedras Verdes Superiores y el Grupo Shamvaiano entre 2,7 Ga y 2,6 Ga. El último gran acontecimiento arcaico fue la intrusión del Gran Dique (2,5 Ga).
En 1982, 123 minas habían producido 155 toneladas de oro a partir de las formaciones ferruginosas estratoligadas del Sebakwiense y de las Greenstones inferior y superior. De estas minas, 31 habían producido más de 311 kg, siendo la mina Wanderer, cerca de Shurugwi, la que más produjo, con 36 toneladas. La producción de oro no estratiforme incluyó 128 toneladas procedentes del Complejo Ultramáfico Que Que, dentro del Conjunto Ultramáfico Mashaba de las Piedras Verdes Superiores, mientras que las Unidades Basáltica y Bimodal de las Piedras Verdes Superiores habían producido 400 y 161 toneladas respectivamente. Las rocas anfitrionas granitoides habían producido un total de 132 toneladas de oro, e incluyen el Rhodesdale Batholith con 53 toneladas, el Sesombi Suite con 36 toneladas y la diorita cuarzosa de Penhalonga con 10 toneladas.

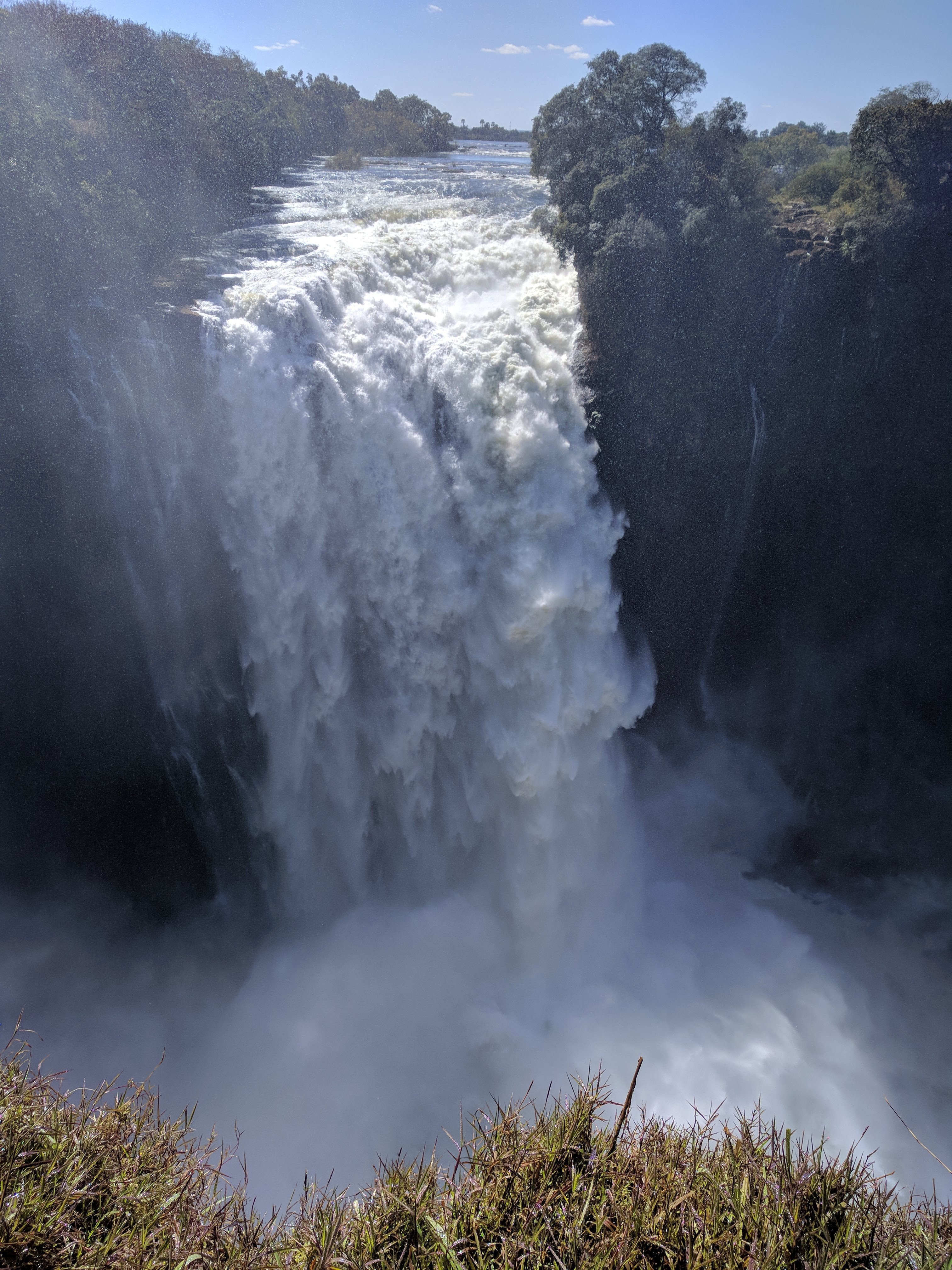
Cataratas Victoria en el sector de Zimbabue.

Los recursos minerales de Zimbabue incluyen, entre otros, carbón, mineral de cromo, níquel, cobre, mineral de hierro, vanadio, estaño, metales del grupo del platino (como el paladio) y diamantes. Es un importante productor mundial de litio, amianto crisotilo y vermiculita. El oro, los metales del grupo del platino y el cromo son los principales recursos minerales de Zimbabue. El Great Dyke proporciona la mayor parte de las reservas de cromo de Zimbabue. Zimbabue experimentó un declive en la extracción de muchos minerales hasta 2008, incluido el cierre de varias minas de oro. Sin embargo, la producción de diamantes aumentó, convirtiendo al país en el séptimo productor de África en 2008.
El país posee considerables reservas de carbón que se utilizan en la generación de energía. Su yacimiento de metano en capas de carbón, el mayor del sur de África, aún no se ha explotado al máximo.

## Economía

Desarrollo del PIB per cápita en África meridional.

La producción agrícola de Zimbabue ha disminuido rápidamente en los últimos años.

El gobierno de Zimbabue se enfrenta a una amplia variedad de difíciles problemas en su economía. Esos problemas incluyen una notoria falta de divisas, hiperinflación y escasez de provisiones y artículos. Su participación en la guerra de 1998 a 2002 en la República Democrática del Congo, por ejemplo, significó un egreso de cientos de millones de dólares de su economía.
El muy necesitado apoyo del FMI no llegó, debido a que el gobierno de Zimbabue fracasó en alcanzar los objetivos presupuestarios. La tasa de inflación se incrementó de un 32 % por año en 1998 a un 586 % a fines de 2005 y con el mayor registro del mundo con una tasa de inflación de una estimación oficial en enero de 2008 de 100 580,2 %,[cita requerida] mientras el tipo de cambio bajó de 24 dólares zimbabuenses por USS a 85 000 por USD en la misma época. Zimbabue tiene actualmente la tasa de inflación más alta de todos los países del mundo. En marzo de 2008 la inflación alcanzó el 100 000 % y, una tasa de cambio de 1 USD por 30 000 000 de dólares zimbabuenses. Por lo tanto la población local tendía a comprar los productos esenciales en los países vecinos de Botsuana, Sudáfrica y Zambia.
Las exportaciones agrícolas, minerales y el turismo constituyen la principal vía de entrada de divisas extranjeras.
Zimbabue es el país que mantiene la relación comercial más importante con Sudáfrica en el continente africano.
La dinámica decadente de la economía nacional ha sido atribuida, principalmente, a la mala gestión, a la corrupción del gobierno de Mugabe y a la expropiación de las tierras de más de 4000 granjeros blancos durante la controvertida redistribución de la tierra del año 2000.
Desde el principio de esta redistribución las exportaciones agrícolas, y especialmente el tabaco, han decaído de manera notoria.[cita requerida] La Zimbabwe Conservation Task Force publicó un informe en junio de 2007 que estimaba la muerte de un 60 % de la biosfera salvaje del país desde 2000. El informe también advierte que la pérdida de vida junto con la deforestación salvaje es potencialmente peligrosa para la industria turística.

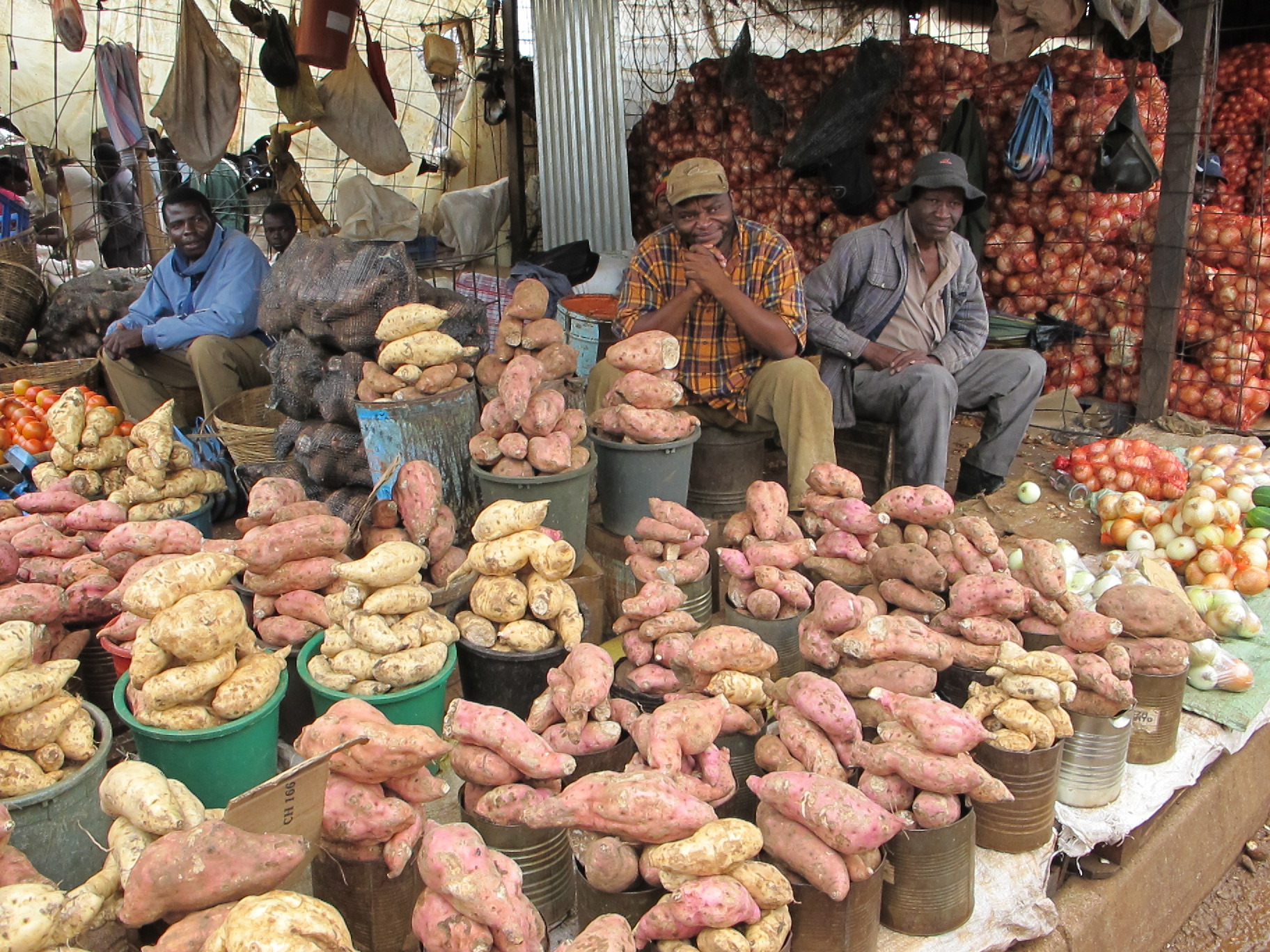
Mercado tradicional en Harare.

En 2005, el gobierno, motivado por el gobernador del Banco Central Gideon Gono, comenzó a sugerir la posibilidad de que los granjeros blancos pudieran volver al país. Todavía quedaban entre 400 y 500 en el interior, pero la mayor parte de la tierra que fue confiscada ya no era productiva.
En enero de 2007 el Gobierno permitió incluso a algunos granjeros firmar contratos de arrendamiento a largo plazo.
Sin embargo, más adelante volvió a dar marcha atrás y amenazó con encarcelar a todos los granjeros blancos que siguieran en Zimbabue.

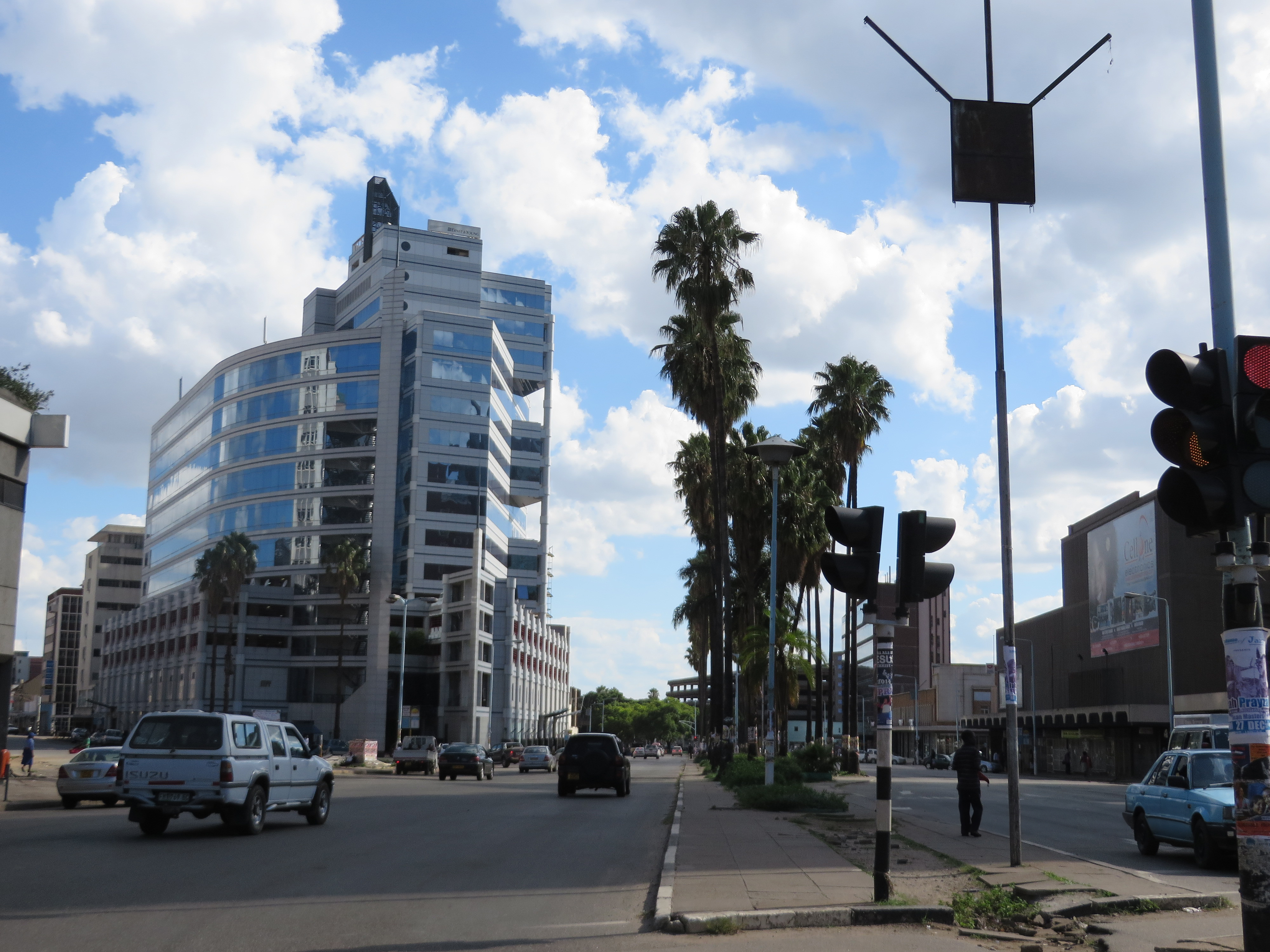
Edificios de oficinas en el centro de Harare (capital de Zimbabue).

En agosto de 2006 se puso en circulación un dólar zimbabuense nuevo equivalente a 1000 de los antiguos. Según el cambio oficial, la tasa de cambio cayó de los 24 dólares antiguos por dólar estadounidense en 1998 a 250 000 dólares antiguos o 250 nuevos por dólar estadounidense
o en el mercado paralelo, a 120 000 000 dólares antiguos por dólar estadounidense en junio de 2007.
En julio de 2008 el Banco Central de Zimbabue puso en circulación un billete de 1000 millones de dólares zimbabuenses para agilizar el uso de dinero en metálico. Sin embargo, este nuevo billete tenía aproximadamente el valor de un dólar estadounidense. Por lo tanto, apenas servía para comprar una barra de pan o cuatro naranjas.
Actualmente, (2009-2010) la moneda oficial es el dólar de EE. UU. o el rand Sudafricano, y la moneda local como medio de pago ha caído totalmente en desuso. Desde el 30 de junio de 2009 ésta ya no es de curso legal. Desde entonces, la situación económica mejoró, con crecimientos superiores al 5 % en 2009, 2010 y 2011.
En 2015, para solventar el problema de la falta de cambio en dinero metálico, el Banco de Reserva de Zimbabue emitió sus propias monedas bono de centavos de dólar estadounidense.
A pesar de la supuesta mejoría económica por la suplantación de la moneda, y en estrecha relación con el alto índice de corrupción presente en ese país, en enero de 2013 el ministro de Finanzas de Zimbabue, Tendai Biti reconoció que el país solo cuenta con USD 217 en las reservas del banco central.
Debido a las grandes inversiones en educación desde los años 1980, Zimbabue tiene la tasa de alfabetización de adultos más alta de África, que en 2010 fue del 92 %.
Según el Índice mundial de innovación, a cargo de la Organización Mundial de la Propiedad Intelectual, en 2024, Zimbabue se ubicó en lugar 118 en innovación entre 133 países del mundo;mientras que en 2023 ocupó el lugar 117 y el lugar 107 en 2022.

## Demografía

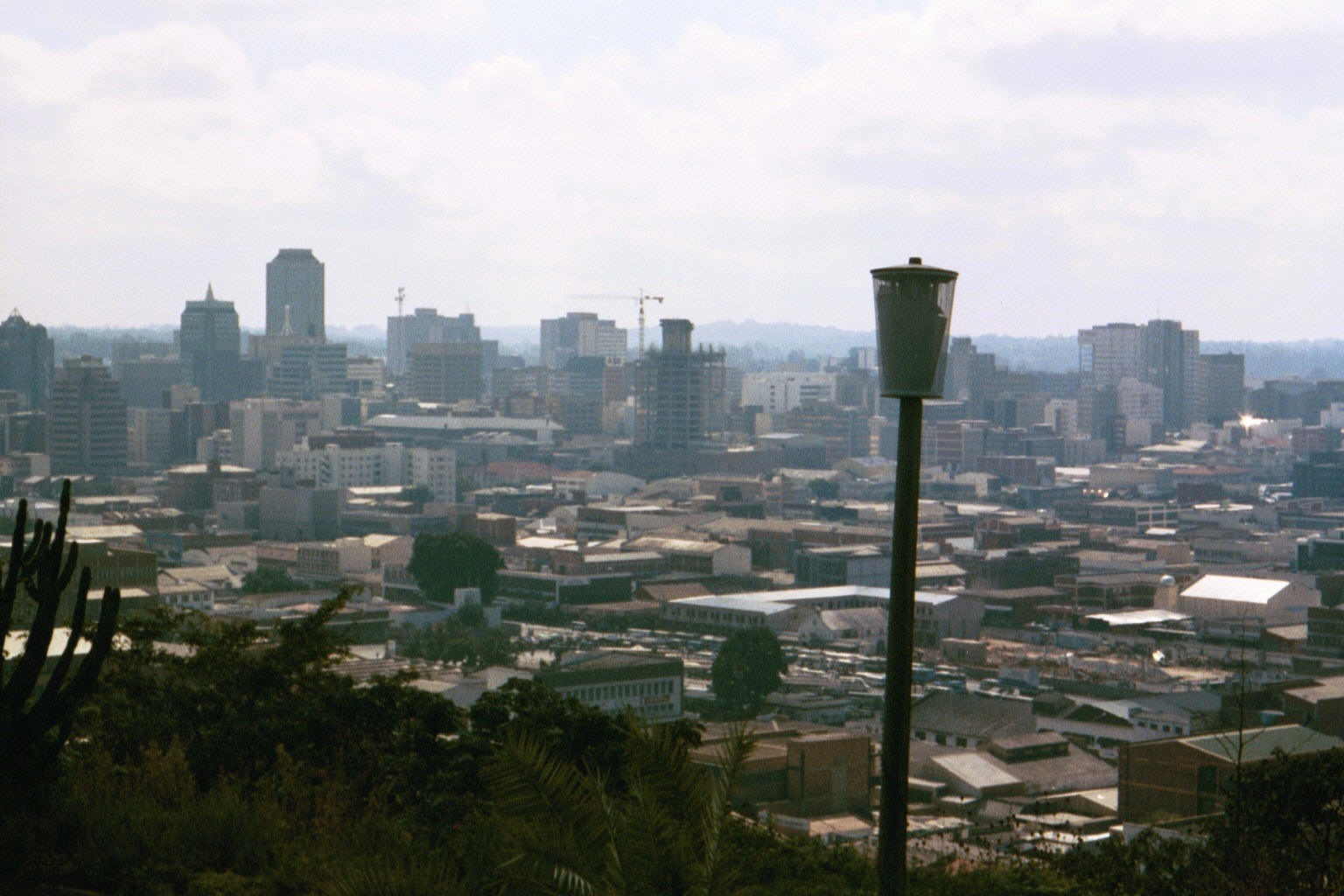
La capital, Harare, es la ciudad más poblada del país.

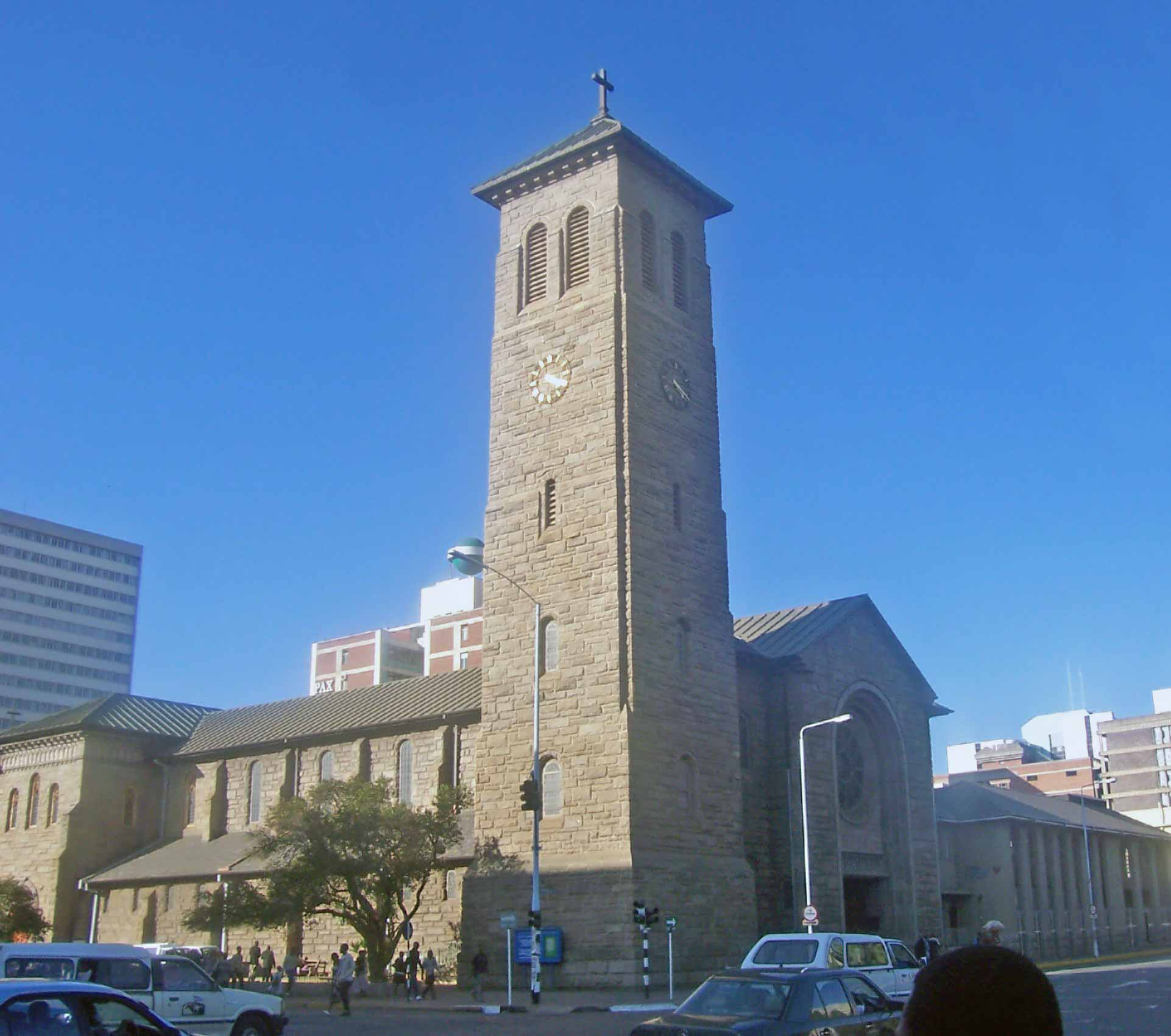
Catedral Anglicana de Santa María y Todos los Ángeles, en Harare.

Según el censo de 2012, Zimbabue cuenta con una población de 13 061 239 habitantes, con una pirámide poblacional compuesta por 41 % entre 0 y 14 años, 55 % entre 15 y 64 años y 4 % de 65 años y más.
La mayoría de la población es negra (98,8 %), entre los que se distinguen los shonas (80-85 %) y los ndebele (8-10 %). Se estima que cerca de un millón de ndebeles pueden haber dejado el país entre 2000 y 2005, emigrando hacia Sudáfrica en busca de una mejoría económica. Los mestizos y asiáticos alcanzan el 1 % de la población, mientras que los blancos conforman el otro 0,2 % restante (en 1975 eran unos 275 000, el 4,5 % de la población). Gran parte de la minoría blanca abandonó el país a principios del siglo XXI ante la campaña iniciada por el gobierno para desposeerla de sus propiedades. No obstante, desde la salida del poder de Mugabe y la oficialidad del cambio de gobierno se ha detectado un lento regreso de la minoría blanca al país.
La pésima situación económica del país y la represión política existente durante el gobierno de Mugabe ha provocado una masiva emigración a otros países, fundamentalmente a Sudáfrica y el Reino Unido.

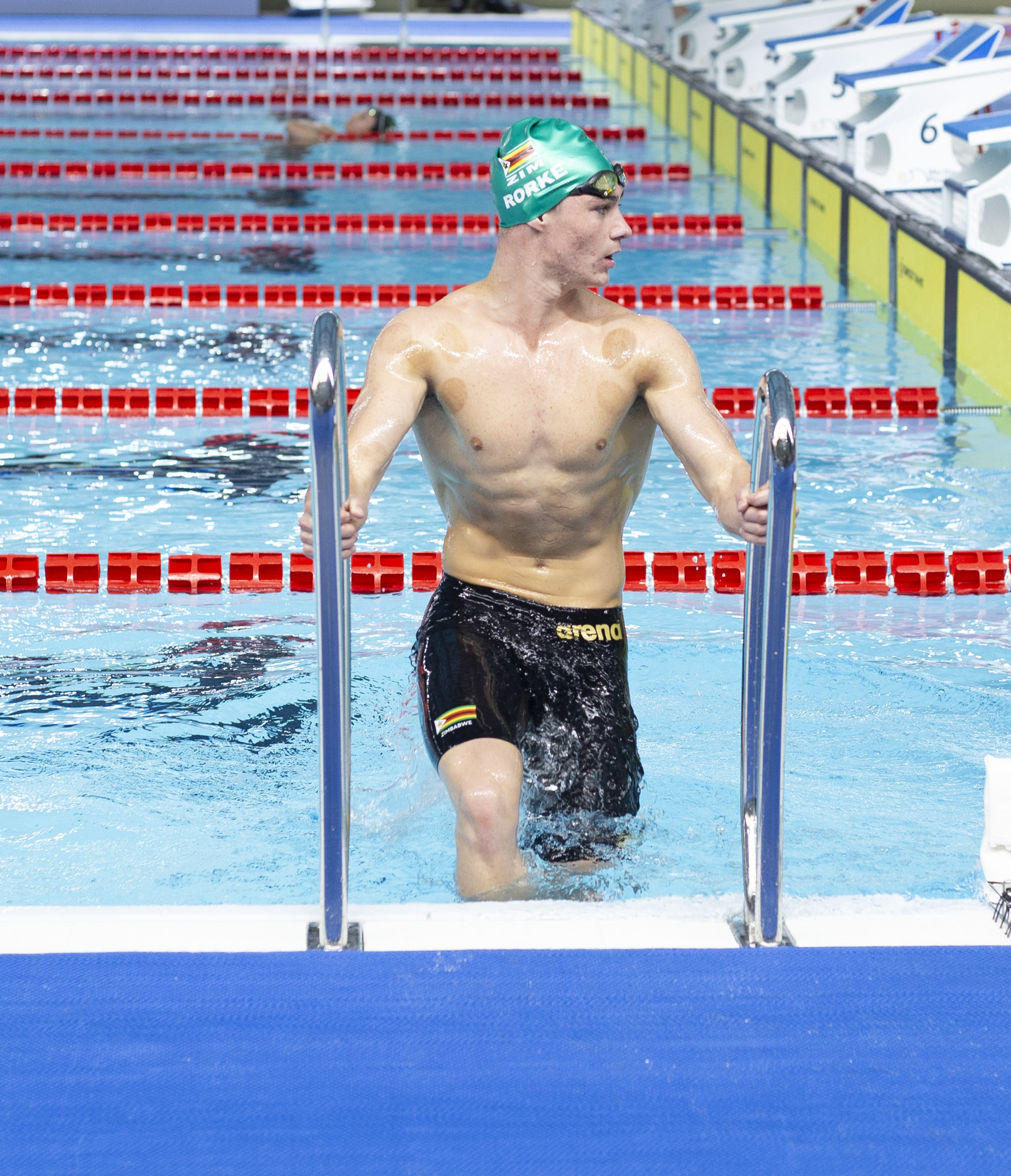
El nadador zimbabuense Benjamin Rorke forma parte de la minoría blanca en ese país africano.

La tasa de adultos infectados por sida asciende al 28,6 %, según las estimaciones de 2001 y se calcula que 1,8 millones de personas viven con VIH/sida. Las muertes por esta enfermedad llegaron a las 17 000 para ese mismo año.[cita requerida]
El idioma oficial es el inglés. Los grupos étnicos shona y ndebele también poseen su propio idioma y además existen numerosos dialectos tribales. El afrikáans era hablado por algunos sectores de la población blanca, pero el abandono del país por la mayor parte de la misma redujo sus hablantes a un porcentaje anecdótico, y puede decirse que prácticamente no quedan hablantes de ese idioma en el país.
La esperanza de vida es de 39 años. La tasa de natalidad es de 3,08. El 90,7 % de la población está alfabetizada, siendo este índice uno de los más altos de África. Desde 2000 la tasa de alfabetización de Zimbabue ya era alta, siendo esta de un 90,2 % en ese año. De acuerdo a estimaciones hechas en 2013, cuatro de las localidades más pobladas de Zimbabue superaban los 150 000 residentes. Estas son: la capital Harare (1 701 906 habitantes), Bulawayo (755 034), Chitungwiza (369 704) y Mutare (191 818).

### Religión
Según la Encuesta Demográfica Intercensal de 2017 de la Agencia Nacional de Estadística de Zimbabue, el 84% de los zimbabuenses son cristianos, el 10% no pertenece a ninguna religión y solo el 0,7% es musulmán.
Se calcula que el 62% de la población asiste regularmente a servicios religiosos.
Aproximadamente el 69% de los zimbabuenses pertenece a algún grupo cristianismo protestante, mientras que el 8% sigue a la Iglesia católica. Las formas pentecostales-carismáticas del cristianismo, en particular, han crecido rápidamente en los últimos años y desempeñan un papel destacado en la vida pública, social y política.
Las iglesias cristianas más grandes son la anglicana, la católica romana, la adventista del séptimo día y la metodista.
Como en otros países africanos, el cristianismo puede mezclarse con creencias tradicionales perdurables. La religión indígena, anterior al colonialismo, ha pasado a ser relativamente marginal, pero sigue siendo una parte importante del ámbito religioso zimbabuense.
El culto ancestral es la religión no cristiana más practicada, que implica la intercesión espiritual; en el centro de muchos procedimientos ceremoniales está la mbira dzavadzimu, que significa ‘voz de los antepasados’, y que es un instrumento relacionado con muchos lamelófonos, omnipresentes en toda África.

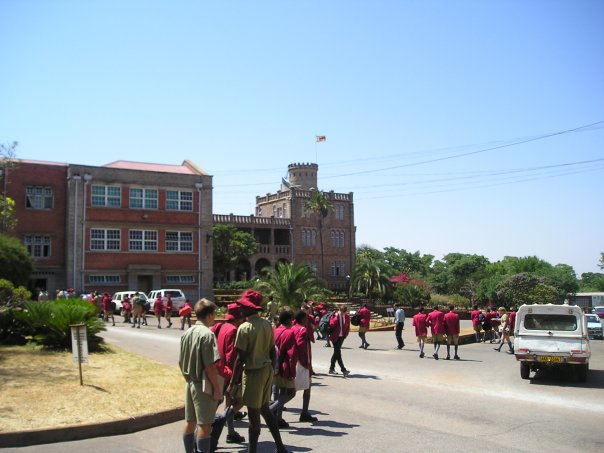
El Colegio St. George (San Jorge), en Harare.

### Educación
Las grandes inversiones en educación desde la independencia han dado como resultado la tasa de alfabetización de adultos más alta de África, que en 2013 era del 90,70%,
inferior al 92% registrado en 2010 por el Programa de las Naciones Unidas para el Desarrollo
y al 97,0% registrado en el censo de 2002, aunque sigue siendo sustancialmente superior al 80,4% registrado en el censo de 1992.
La parte más rica de la población suele enviar a sus hijos a escuelas independientes, en contraposición a las escuelas públicas a las que asiste la mayoría, ya que éstas están subvencionadas por el gobierno. La educación escolar se hizo gratuita en 1980, pero desde 1988, el gobierno ha aumentado constantemente las tasas asociadas a la matriculación escolar hasta que ahora superan con creces el valor real de las tasas en 1980. El Ministerio de Educación de Zimbabue mantiene y gestiona las escuelas públicas, pero las tasas que cobran las escuelas independientes están reguladas por el gabinete de Zimbabue.
El Ministerio de Educación ha declarado que 20.000 profesores han abandonado Zimbabue desde 2007 y que la mitad de los niños de Zimbabue no han superado la escuela primaria. La educación se vio amenazada desde los cambios económicos de 2000, con profesores en huelga por los bajos salarios, alumnos incapaces de concentrarse por el hambre y el precio de los uniformes disparado, convirtiendo este estándar en un lujo. Los profesores fueron también uno de los principales objetivos de los ataques de Mugabe por considerar que no eran partidarios firmes.

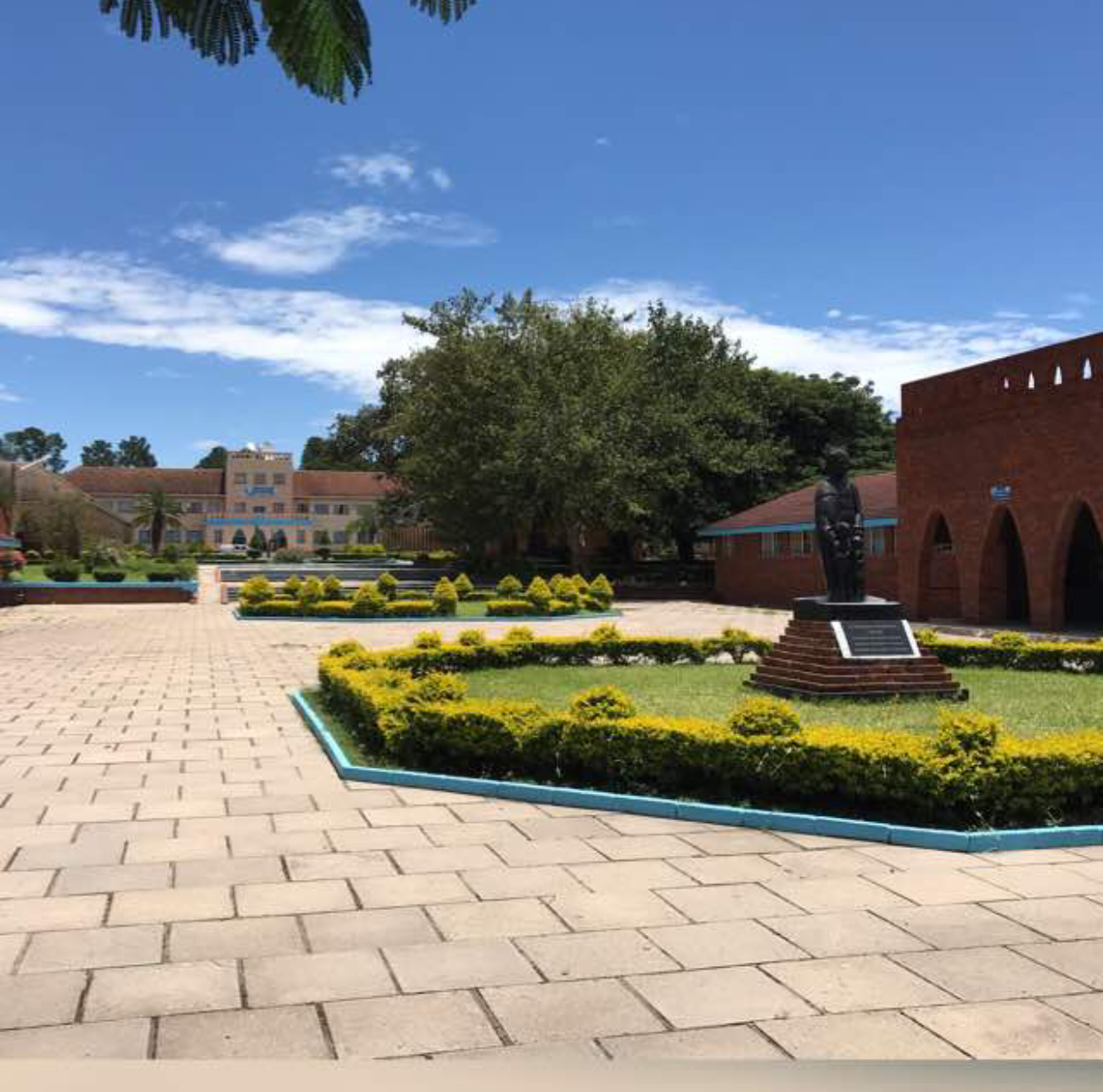
El Kutama College, una institución católica.

El sistema educativo de Zimbabue consta de dos años de preescolar, siete de primaria y seis de secundaria antes de que los estudiantes puedan acceder a la universidad en el país o en el extranjero. El año académico en Zimbabue va de enero a diciembre, con tres trimestres, separados por pausas de un mes, con un total de 40 semanas de clase al año. Los exámenes nacionales se realizan durante el tercer trimestre, en noviembre, y las asignaturas de nivel "O" y "A" también se ofrecen en junio.
En Zimbabue hay siete universidades públicas (gubernamentales) y cuatro universidades eclesiásticas acreditadas internacionalmente. La Universidad de Zimbabue, la primera y más grande, se construyó en 1952 y está situada en el suburbio de Mount Pleasant, en Harare. Entre los antiguos alumnos de las universidades zimbabuenses destacan Welshman Ncube, Peter Moyo, Tendai Biti, Chenjerai Hove y Arthur Mutambara. Muchos de los políticos del gobierno de Zimbabue han obtenido títulos en universidades de Estados Unidos u otras universidades extranjeras.
La Universidad Nacional de Ciencia y Tecnología es la segunda universidad pública de investigación de Zimbabue, situada en Bulawayo. Se fundó en 1991. La Universidad Nacional de Ciencia y Tecnología se esfuerza por convertirse en una institución floreciente y reputada no sólo en Zimbabue y en el sur de África, sino también entre la fraternidad internacional de universidades. Africa University es una universidad metodista unida de Manicaland que atrae a estudiantes de al menos 36 países africanos.

### Salud
En el momento de la independencia, las políticas de desigualdad racial se reflejaban en los patrones de enfermedad de la mayoría negra. En los primeros cinco años tras la independencia se produjeron rápidos avances en áreas como la cobertura de inmunización, el acceso a la atención sanitaria y la tasa de prevalencia de anticonceptivos,
por lo que se consideró internacionalmente que Zimbabue había logrado un buen historial de desarrollo sanitario.

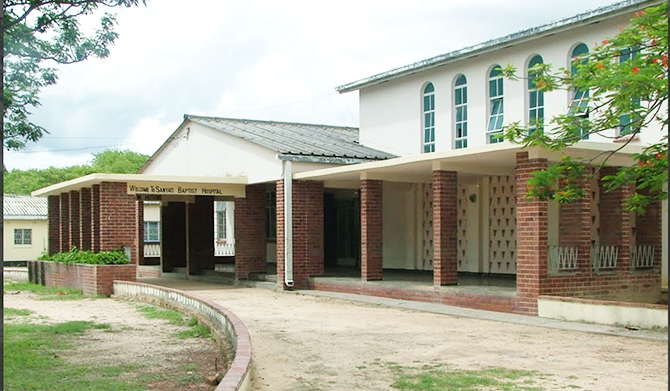
Hospital Bautista en Sanyati (Zimbabue).

Zimbabue sufrió brotes ocasionales de enfermedades agudas. Los avances en la sanidad nacional se vieron mermados por el ajuste estructural de los años 90,
el impacto de la pandemia de VIH/sida
y la crisis económica desde 2000.
En 2006, Zimbabue tenía una de las esperanzas de vida más bajas del mundo, según datos de la ONU: 44 años para los hombres y 43 para las mujeres, frente a los 60 de 1990, pero se recuperó hasta los 60.
El rápido descenso se atribuyó principalmente a la pandemia de VIH/sida. La mortalidad infantil aumentó del 6% a finales de los años 90 al 12,3% en 2004. Las tasas oficiales de fecundidad en la última década fueron de 3,6 (2002),
3,8 (2006)
y 3,8 (2012). La tasa de mortalidad materna por 100.000 nacimientos en Zimbabue en 2014 fue de 614,
frente a 960 en 2010-11 y 232 en 1990. La tasa de mortalidad de menores de cinco años por cada 1000 nacimientos fue de 75 en 2014 (94 en 2009). El número de matronas por cada 1000 nacidos vivos no estaba disponible en 2016 y el riesgo de muerte a lo largo de la vida para las mujeres embarazadas era de 1 en 42.
En 2006, una asociación de médicos de Zimbabue pidió a Mugabe que tomara medidas para ayudar al maltrecho servicio sanitario.
Se calcula que la tasa de infección por VIH en Zimbabue era del 14% para las personas de entre 15 y 49 años en 2009.
La UNESCO informó de un descenso de la prevalencia del VIH entre las mujeres embarazadas del 26% en 2002 al 21% en 2004.
En 2016, la prevalencia del VIH/sida se había reducido al 13,5%, frente al 40% de 1998.

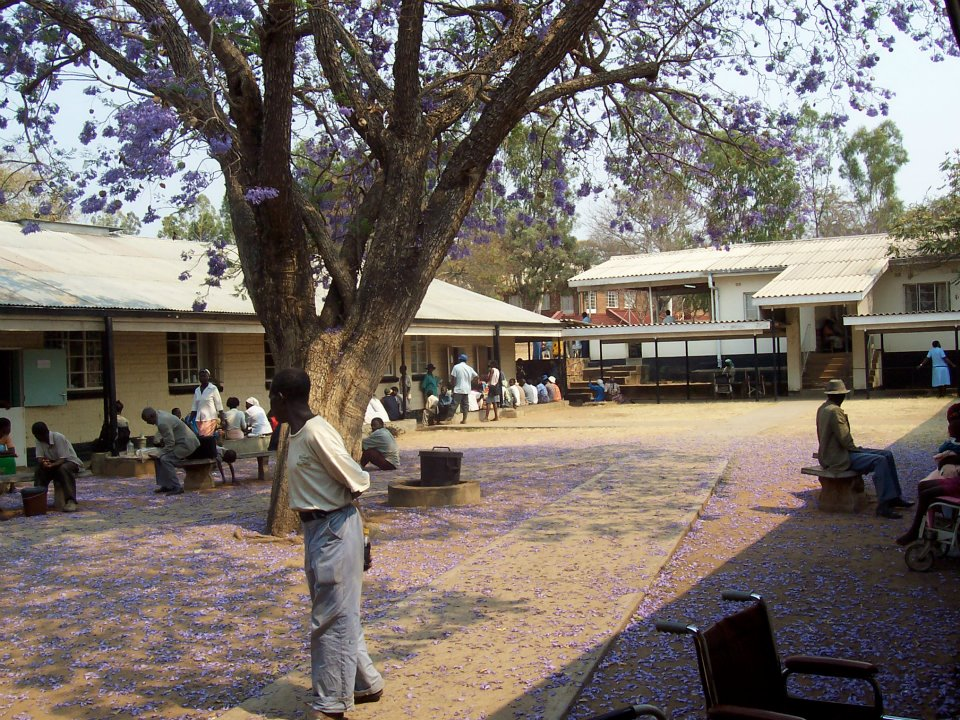
El Hospital de Karanda (Zimbabue).

A finales de noviembre de 2008, se habían cerrado algunas operaciones en tres de los cuatro principales hospitales de referencia de Zimbabue, junto con la Facultad de Medicina de Zimbabue, y el cuarto hospital principal tenía dos salas y ningún quirófano en funcionamiento.
Los hospitales que seguían abiertos no podían obtener medicamentos y fármacos básicos.
La situación cambió drásticamente tras el Gobierno de Unidad y la introducción del sistema multidivisa en febrero de 2009, aunque la crisis política y económica también contribuyó a la emigración de los médicos y las personas con conocimientos médicos.
En agosto de 2008, amplias zonas de Zimbabue se vieron afectadas por la epidemia de cólera. En diciembre de 2008, más de 10.000 personas se habían infectado en todas las provincias de Zimbabue menos una, y el brote se había extendido a Botsuana, Mozambique, Sudáfrica y Zambia.
El 4 de diciembre de 2008, el gobierno de Zimbabue declaró el brote emergencia nacional y solicitó ayuda internacional.
El 9 de marzo de 2009, la Organización Mundial de la Salud calculaba que 4.011 personas habían sucumbido a la enfermedad transmitida por el agua desde el inicio del brote, y que el número total de casos registrados había llegado a 89.018.
En Harare, el ayuntamiento ofreció tumbas gratuitas a las víctimas del cólera.

## Cultura

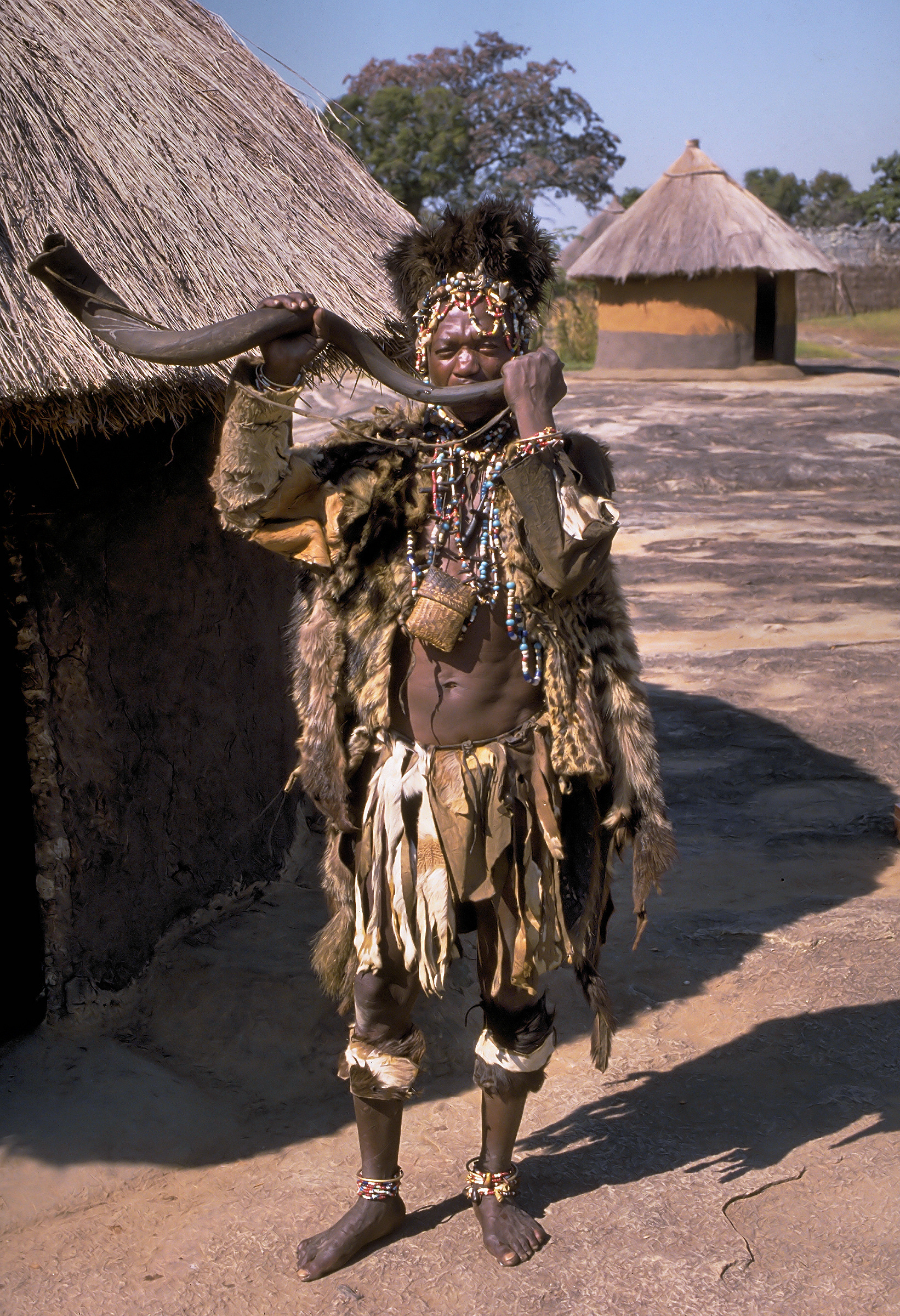
Un n'anga (curandero tradicional) de etnia shona, tocando un instrumento hecho de asta de antílope kudu.

Zimbabue es uno de los países africanos en los que la cultura occidental tiene más relevancia. Aun así muchas tradiciones históricas siguiente teniendo mucha vigencia, por ejemplo, es en las zonas rurales la poligamia sigue teniendo presencia.
Los artistas son muy apreciados en la sociedad zimbabuense y muchos de ellos viven en su propio país de su actividad artística a diferencia de lo que pasa en otros países africanos cuyos artistas a menudo se ven obligados a ir a Europa. Esta valoración del arte se observa hasta en el último pueblo en la realización de cerámica y cestería. De las artes tradicionales son de destacar los trabajos de alfarería, cestería, telas pintadas, joyería y madera tallada.
La música siempre ha sido una parte importante de su vida cultural. Las leyendas africanas son cantadas en coros con la participación del público, y los eventos sociales se celebran siempre con el acompañamiento de sus canciones particulares. Los instrumentos musicales tradicionales incluyen la marimba, un xilófono de madera y la mbira, también conocido como piano del dedo pulgar y mujejeje (campanillas de piedra) es otro instrumento de percusión. Harare, la antigua Salisbury, es uno de los grandes centros musicales de África que atraía en otro tiempo a muchos de los músicos exiliados de Sudáfrica. Las composiciones inspiradas en la Chimurenga o guerras de independencia también son muy populares.
En el país se puede encontrar una de las escasas grandes construcciones antiguas hechas por nativos en el África negra, se trata de la ciudadela del Gran Zimbabue, que da nombre al país.

### Medios de comunicación
Los medios de comunicación de Zimbabue han vuelto a ser diversos, tras haber estado sometidos a fuertes restricciones por parte del gobierno entre 2002 y 2008, durante la crisis económica y política. La Constitución zimbabuense promete libertad de prensa y de expresión. Desde el nombramiento de un nuevo ministro de Medios de Comunicación e Información en 2013, los medios se enfrentan a menos injerencias políticas, y el Tribunal Supremo ha declarado inconstitucionales algunos apartados de las estrictas leyes sobre medios de comunicación.
En julio de 2009, la BBC y la CNN pudieron reanudar sus operaciones e informar legal y abiertamente desde Zimbabue. El Ministerio de Medios de Comunicación, Información y Publicidad de Zimbabue declaró que "el gobierno de Zimbabue nunca prohibió a la BBC llevar a cabo actividades legales dentro de Zimbabue".

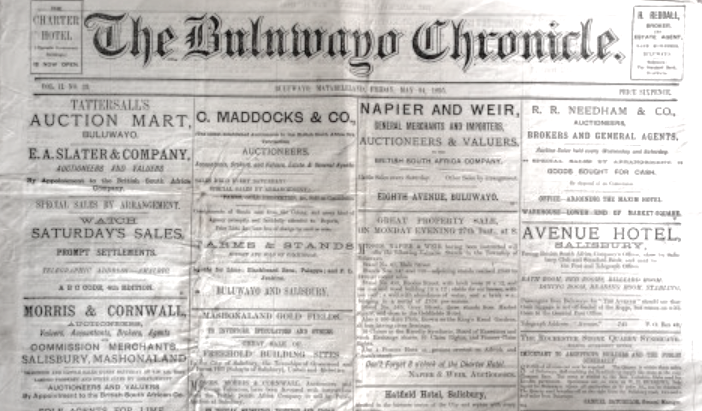
Un ejemplar de 1895 del diario Bulawayo Chronicle.

En 2010, el gobierno inclusivo de poder compartido creó la Comisión de Medios de Comunicación de Zimbabue. En mayo de 2010, la Comisión autorizó la publicación de tres periódicos privados, entre ellos el anteriormente prohibido Daily News.
Reporteros sin Fronteras calificó estas decisiones de "gran avance".

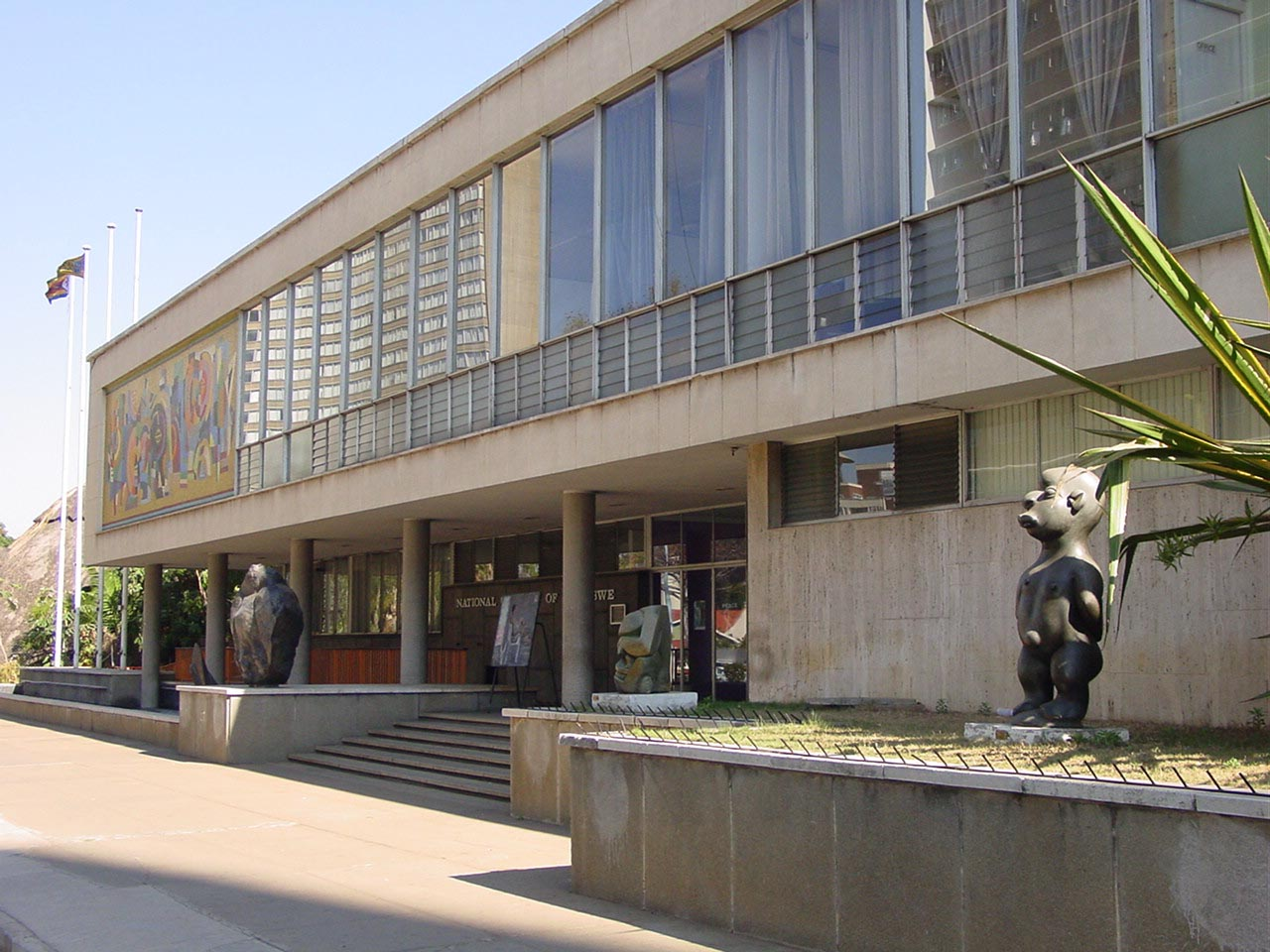
Galería Nacional de Zimbabue.

En junio de 2010, NewsDay se convirtió en el primer diario independiente publicado en Zimbabue en siete años.
El monopolio de la ZBC en el sector de la radiodifusión terminó con la autorización de dos emisoras de radio privadas en 2012.
Los principales periódicos publicados son The Herald y The Chronicle, impresos en Harare y Bulawayo respectivamente.
Desde la aprobación en 2002 de la Ley de Acceso a la Información y Protección de la Intimidad, el gobierno ha cerrado varios medios de comunicación privados, entre ellos el Daily News, cuyo director general, Wilf Mbanga, fundó posteriormente el influyente The Zimbabwean.
Como consecuencia, muchos zimbabuenses exiliados han creado organizaciones de prensa en países vecinos y occidentales. Como Internet no está restringido, muchos zimbabuenses pueden acceder a sitios de noticias en línea creados por periodistas exiliados.
Reporteros sin Fronteras afirma que el entorno de los medios de comunicación en Zimbabue implica "vigilancia, amenazas, encarcelamiento, censura, chantaje, abuso de poder y denegación de justicia, todo ello para mantener un firme control sobre las noticias". "En su informe de 2021, Reporteros sin Fronteras clasificaba a los medios de comunicación zimbabuenses en el puesto 130 de 180, señalando que "el acceso a la información ha mejorado y la autocensura ha disminuido, pero los periodistas siguen siendo a menudo agredidos o detenidos" El gobierno también prohíbe la entrada en Zimbabue de muchas emisoras extranjeras, como la CBC, Sky News, Channel 4, American Broadcasting Company, Australian Broadcasting Corporation y Fox News. También se ha prohibido la entrada en el país a agencias de noticias y periódicos de otros países occidentales y de Sudáfrica.

### Arte
Las artes tradicionales de Zimbabue incluyen la alfarería, la cestería, los tejidos, la joyería y la talla. Destacan las cestas tejidas con motivos simétricos y los taburetes tallados en una sola pieza de madera. La escultura shona, que cuenta con una larga historia cultural, empezó a evolucionar hacia su forma moderna a mediados del siglo XX y fue adquiriendo una creciente popularidad internacional.
La mayoría de las figuras talladas de aves estilizadas y figuras humanas, entre otras, se realizan con rocas sedimentarias como la esteatita, así como con rocas ígneas más duras como la serpentina y la rara piedra verdita. Se pueden encontrar objetos zimbabuenses en países como Singapur, China y Canadá. Por ejemplo, la estatua de Dominic Benhura en el jardín botánico de Singapur.
La escultura shona ha sobrevivido a través de los tiempos, y el estilo moderno es una fusión del folclore africano con influencias europeas. Entre los escultores zimbabuenses de renombre mundial figuran Nicholas Nesbert y Anderson Mukomberanwa, Tapfuma Gutsa, Henry Munyaradzi y Locardia Ndandarika.

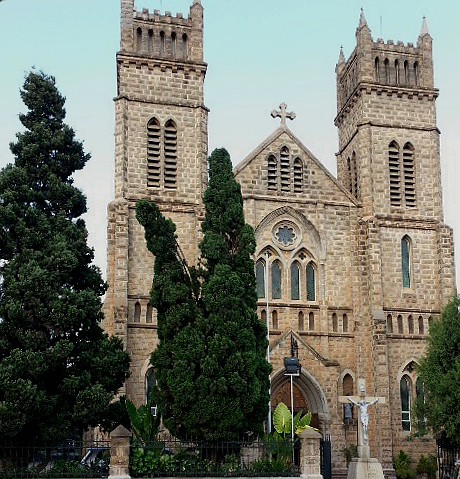
Catedral del Sagrado Corazón, en Harare.

Varios autores son muy conocidos en Zimbabue y en el extranjero. Charles Mungoshi es famoso en Zimbabue por escribir cuentos tradicionales en inglés y en shona, y sus poemas y libros se han vendido bien tanto en la comunidad negra como en la blanca
Catherine Buckle ha logrado el reconocimiento internacional con sus dos libros African Tears y Beyond Tears, que relatan el calvario por el que pasó durante la reforma agraria de 2000.
El primer primer ministro de Rodesia, Ian Smith, escribió dos libros: The Great Betrayal (La gran traición) y Bitter Harvest (Cosecha amarga). El libro La casa del hambre, de Dambudzo Marechera, ganó el premio Guardian de ficción en el Reino Unido en 1979.
La primera novela de la autora ganadora del Premio Nobel Doris Lessing, La hierba está cantando, está ambientada en Rodesia, al igual que los cuatro primeros volúmenes de su serie Hijos de la violencia y su colección de relatos cortos titulada Cuentos africanos.
En 2013, la novela de NoViolet Bulawayo We Need New Names fue preseleccionada para el Premio Booker. La novela se inspiró en la fotografía de un niño que perdió su hogar en la Operación Murambatsvina, el programa de Mugabe de limpieza de barrios marginales que comenzó en 2005. La segunda novela de Bulawayo, Glory, una sátira basada en el golpe de 2017 contra Robert Mugabe,
también fue preseleccionada para el Premio Booker. Las novelas de la autora zimbabuense Tsitsi Dangarembga han recibido elogios generalizados de la crítica y su tercera, This Mournable Body, fue preseleccionada para el Premio Booker en 2020.
Entre los artistas zimbabuenses más destacados figuran Henry Mudzengerere y Nicolas Mukomberanwa. Un tema recurrente en el arte zimbabuense es la metamorfosis del hombre en bestia.
Músicos zimbabuenses como Thomas Mapfumo, Oliver Mtukudzi, los Bhundu Boys; Stella Chiweshe, Alick Macheso y Audius Mtawarira han alcanzado reconocimiento internacional.
Entre los miembros de la minoría blanca, el teatro tiene muchos seguidores, y numerosas compañías teatrales actúan en las zonas urbanas de Zimbabue.

### Música

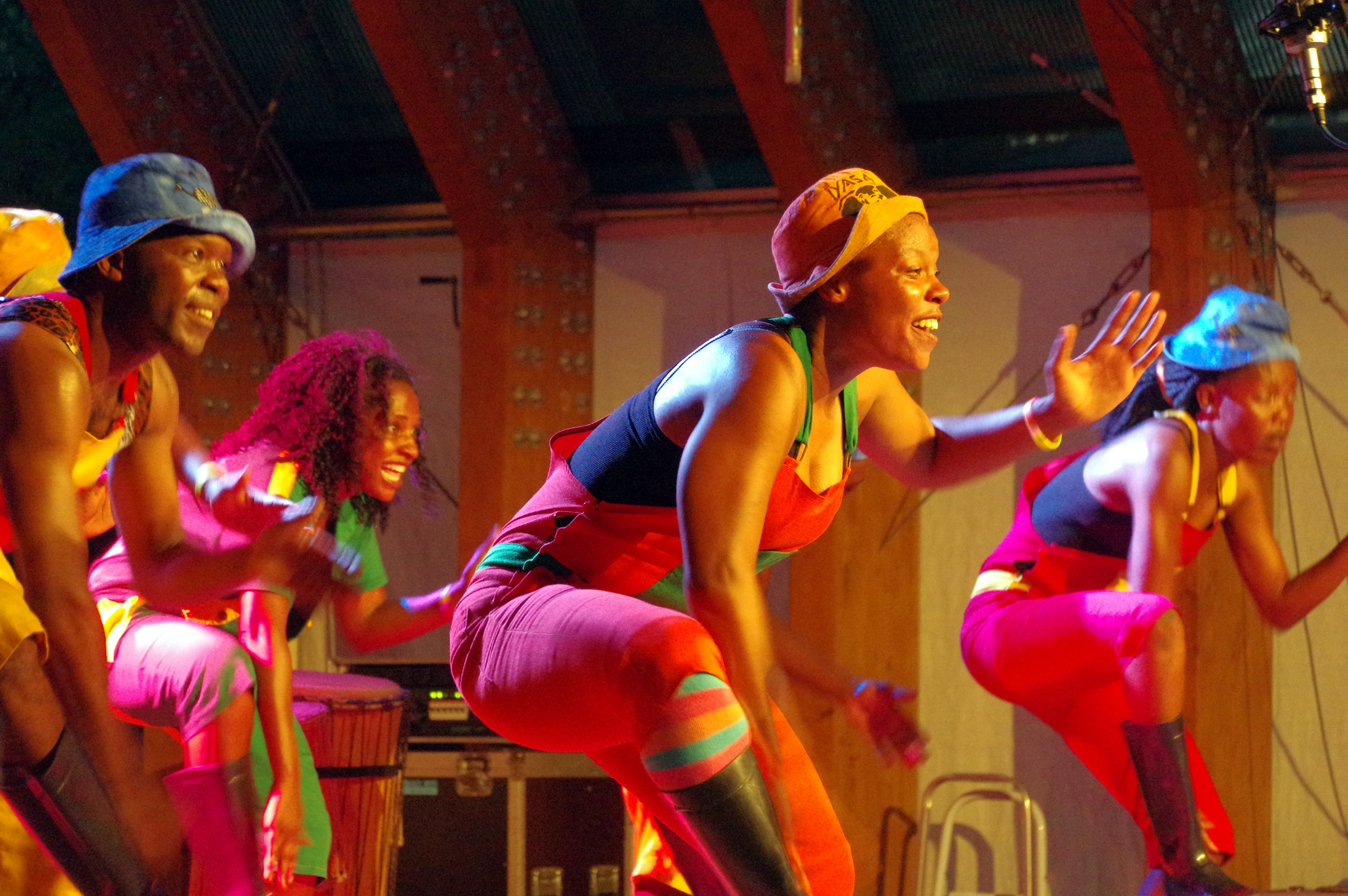
Grupo musical de Zimbabue.

La música zimbabuense depende en gran medida del uso de instrumentos como la mbira, los tambores ngoma y el hosho. Su música simboliza mucho más que un simple ritmo, ya que la música de estilo folk y pop se utilizó como símbolo de esperanza para los zimbabuenses que buscaban independizarse de Rodesia.
La música ha desempeñado un papel importante en la historia de Zimbabue, desde un papel vital en la ceremonia tradicional Bira, utilizada para invocar a los espíritus ancestrales, hasta las canciones de protesta durante la lucha por la independencia.
La comunidad de Zimbabue utilizó la música para expresar su resistencia a la opresión, como una de las únicas armas de las que disponían para contraatacar. En los años ochenta, la música de Zimbabue estaba en el centro de la escena musical africana gracias a géneros como el sungura y el jit. Sin embargo, varios artistas fueron prohibidos por la televisión y la radio estatales, lo que provocó el cierre de varios locales de música.
El sungura es el género musical más popular de Zimbabue. Surgió en 1953, en una época en la que la identidad regional estaba en formación.
Es el género local de la industria musical de Zimbabue. La música sungura se popularizó a principios de la década de 1980, de la mano de su líder, Ephraim Joe, y su banda Sungura Boys, que contaba entre sus miembros a muchos notables creadores de futuros éxitos. Entre sus miembros estaban John Chibadura (guitarra), Simon Chimbetu (guitarra y voz), Naison Chimbetu, Ronnie Gatakata, Michel Jambo (batería), Ephraim Joe (guitarra), Moses Marasha (bajo), Never Moyo (guitarra solista), Bata Sinfirio (guitarra rítmica) y System Tazvida (guitarra y voz).

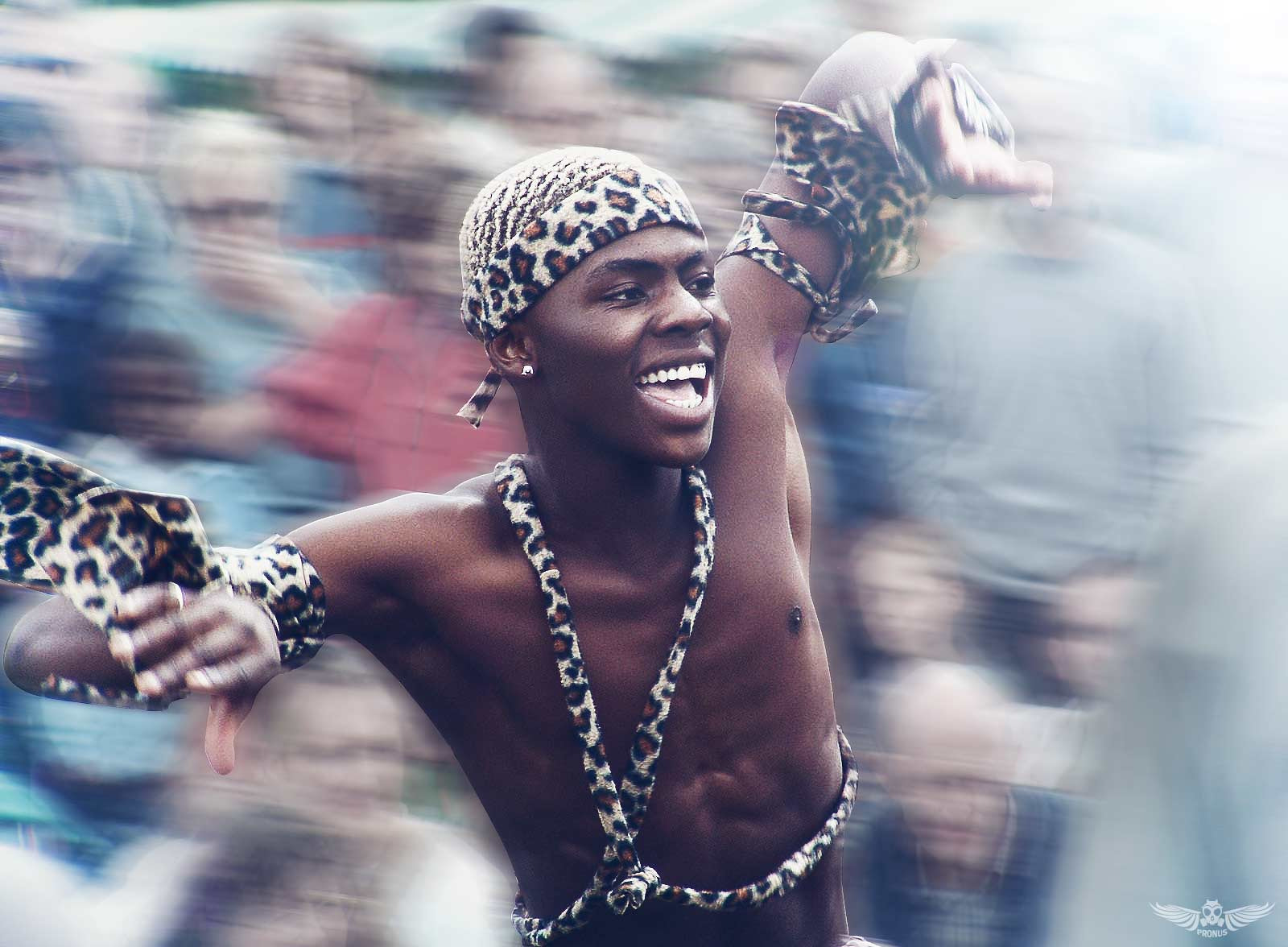
Un bailarín de Zimbabue durante un festival musical.

El imbube fue creado por zimbabuenses cuando aún formaban parte técnicamente de la cultura de Rodesia.
Este género estaba formado por cantantes masculinos en un estilo a capela, que se diferenciaba de la mayoría de la música típica de la época, formada en torno a instrumentos únicos. Durante este periodo, muchos de los hombres de Zimbabue trabajaban en las minas durante largas horas. Formaban el Imbube cantando juntos para pasar el tiempo. El eco de las voces procedentes de las cuevas producía una mejor calidad y animaba a los hombres a seguir cantando estas alegres melodías. Ocasionalmente, los mineros cantaban canciones de justicia social, pero la mayoría eran generalmente alegres y servían de entretenimiento.
Jit, también conocido como Harare beat, es un término genérico para el pop con guitarras eléctricas,
e incluye a grupos populares como los New Black Eagles, Mike Mopo y los Four Brothers (un grupo que el DJ radiofónico británico John Peel describió como "la mejor banda del mundo en directo"[10]). A escala internacional, The Bhundu Boys son con diferencia los intérpretes de jit más conocidos, y han trabajado con numerosos músicos estadounidenses y británicos. Entre las bandas recientes que han adoptado el sonido Jit destacan Nehoreka, que fusiona el Jit tradicional con sonidos funk, Mokoomba y Q Montana. La película Jit, de 1990, lleva el nombre de este estilo.
El jazz zimbabuense, también conocido como afrojazz, es música de Zimbabue influenciada por un estilo de ritmo urbano que evolucionó en una zona del sur de África durante el siglo pasado. También se pueden encontrar similitudes con el kwela, una música callejera del sur de África basada en el pennywhistle, con un trasfondo jazzístico y un ritmo característico parecido al skiffle. También está estrechamente relacionado con el marabi, que era el nombre dado a un estilo de teclado (a menudo con órganos de pedal baratos) que tenía un vínculo musical con el jazz, el ragtime y el blues estadounidenses, con raíces profundas en la tradición africana. Los primeros músicos marabi formaban parte de una cultura musical clandestina y no solían grabar. Un ejemplo de este tipo de artistas a principios de la década de 1940 es August Musarurwa, de los famosos Skokiaan. Ha seguido desarrollándose y pueden verse rasgos de esta música en las obras de su nieto, el príncipe Kudakwashe Musarurwa.
Desde 2004, el Centro Pakare Paye, fundado por el músico de afro-jazz Oliver Mtukudzi, se dedica a difundir el jazz zimbabuense entre los jóvenes músicos.
La música góspel se popularizó en Zimbabue a finales de la década de 1980. Jonathan Wutawunashe ha sido descrito como "la primera verdadera estrella del gospel de Zimbabue". Otros músicos de población de este género son Jordan Chataika, Freedom Sengwayo, Mechanic Manyeruke y Brian Sibalo.
A principios de los noventa surgieron nuevas estrellas del góspel como Ivy Kombo - Moyo y Carol Mujokoro, de EGEA gospel Train, cuyo álbum de debut, Mufudzi Wangu, se publicó en 1993 y contiene temas como "Be Thou My Vision", "Ndotarisa Kumakomo" y "Utiziro", entre otros. Los dos siguieron con éxito sus carreras musicales en solitario y publicaron "Ndaidziwanepi Nyasha" y "Ropa RaJesu" como álbumes de debut en solitario, respectivamente.

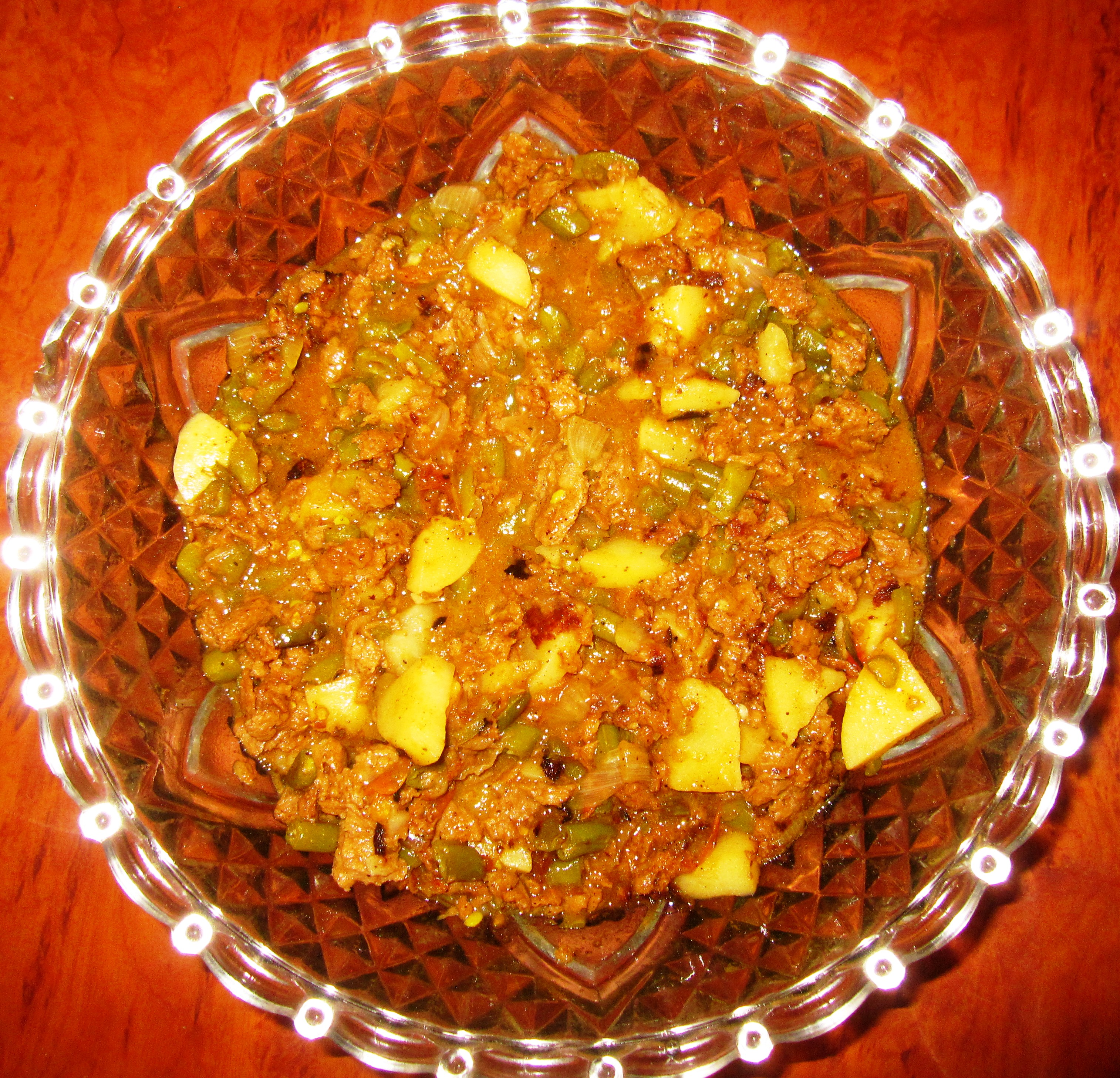
Un plato típico de la gastronomía de Zimbabue.

### Gastronomía
Como en muchos países africanos, la mayoría de los zimbabuenses dependen de unos pocos alimentos básicos. La harina de maíz se utiliza para preparar sadza o isitshwala, así como gachas conocidas como bota o ilambazi. La sadza se prepara mezclando la harina de maíz con agua hasta obtener una pasta o gachas espesas. Tras varios minutos de cocción, se añade más harina de maíz para espesar la pasta. Suele comerse como almuerzo o cena, normalmente con guarniciones como salsa, verduras (espinacas, chomolia o verduras de primavera/hojas de berza), alubias y carne (guisada, a la parrilla, asada o secada al sol). La sadza también se suele comer con leche cuajada (leche agria), conocida como "lacto" (mukaka wakakora), o sardina seca de Tanganica, conocida localmente como kapenta o matemba. La bota es una papilla más fina, cocinada sin la harina de maíz adicional y normalmente aromatizada con mantequilla de cacahuete, leche, mantequilla o mermelada.
La bota suele comerse en el desayuno.
Las graduaciones, bodas y otras reuniones familiares suelen celebrarse con la matanza de una cabra o una vaca, que la familia asa a la parrilla.
Aunque los afrikáners son un grupo pequeño (10%) dentro de la minoría blanca, las recetas afrikáners son populares. El biltong, un tipo de cecina, es un tentempié popular, que se prepara colgando trozos de carne cruda especiada para que se sequen a la sombra.
El boerewors se sirve con sadza. Es una salchicha larga, a menudo bien condimentada, compuesta de ternera y cualquier otra carne, como cerdo, y asada a la barbacoa.

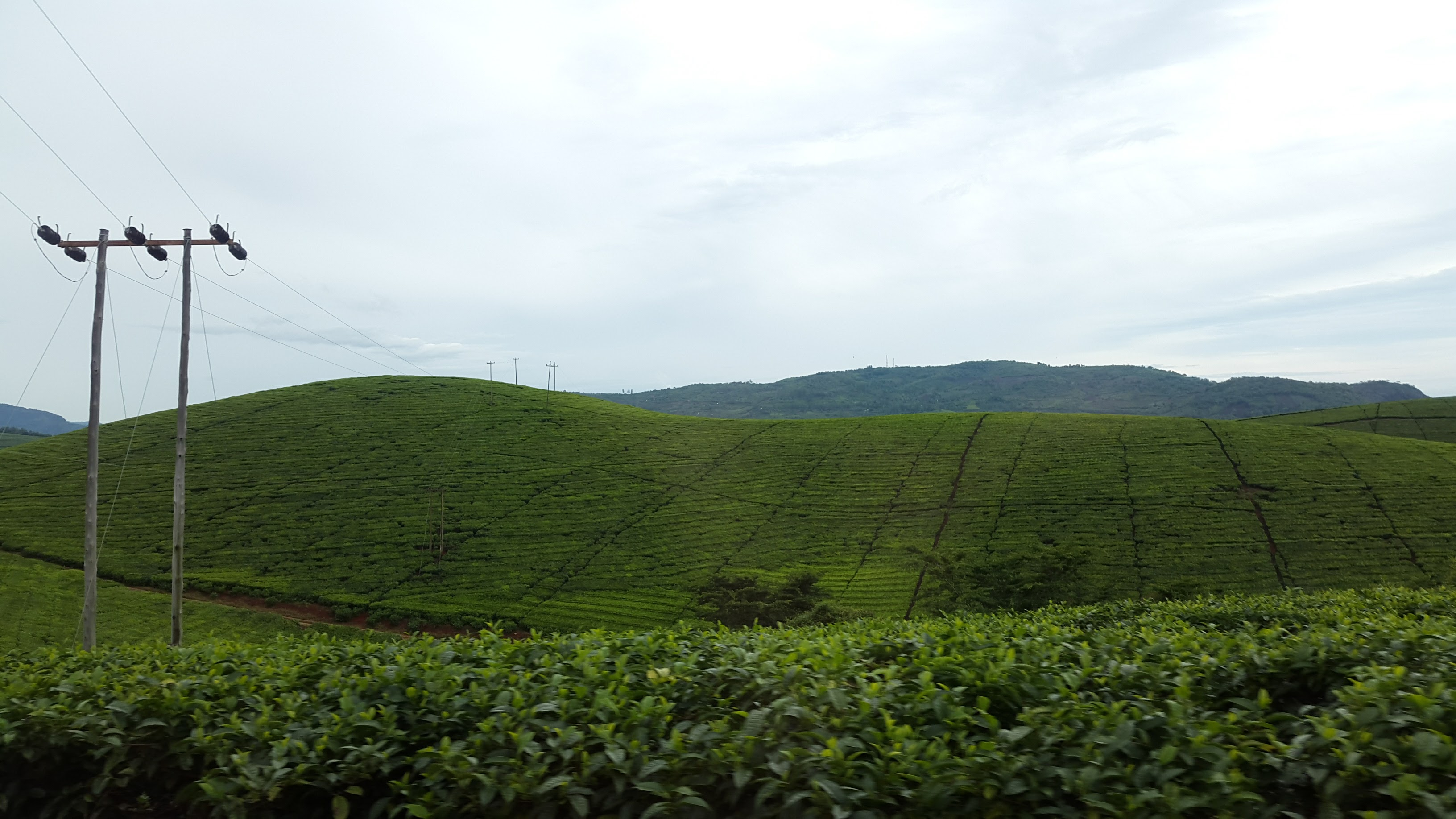
Plantaciones de té y café en Zimbabue.

Como Zimbabue fue colonia británica, algunos habitantes han adoptado algunos hábitos alimentarios ingleses de la época colonial. Por ejemplo, la mayoría toma gachas de avena por la mañana, así como el té de las 10 (té del mediodía). Luego almuerzan, a menudo las sobras de la noche anterior, sadza recién hecha o sándwiches (más común en las ciudades). Después de comer, suele tomarse el té de las 4 (té de la tarde), que se sirve antes de la cena. No es raro que el té se tome después de la cena.
El arroz, la pasta y los alimentos a base de papa (papas fritas y puré de papa) también forman parte de la cocina zimbabuense. Uno de los platos favoritos es el arroz cocido con mantequilla de cacahuete, que se toma con una salsa espesa, verduras mixtas y carne.
Un popurrí de cacahuetes conocidos como nzungu, maíz hervido y secado al sol, guisantes de ojo negro conocidos como nyemba, y cacahuetes de Bambara conocidos como nyimo forman un plato tradicional llamado mutakura.

### Símbolos nacionales
El pájaro de Zimbabue tallado en piedra aparece en las banderas nacionales y los escudos de armas tanto de Zimbabue como de Rodesia, así como en billetes y monedas (primero en la libra de Rodesia y después en el dólar de Rodesia). Probablemente representa al águila bateleur o águila pescadora africana.
Las famosas tallas de aves en esteatita se encontraban en muros y monolitos de la antigua ciudad de Gran Zimbabue.

Bandera del presidente de Zimbabue con el escudo, la bandera nacional y el ave que representa al país.

Las rocas en equilibrio son formaciones geológicas repartidas por todo Zimbabue. Las rocas están perfectamente equilibradas sin otros soportes. Se crean cuando antiguas intrusiones de granito quedan expuestas a la intemperie, al erosionarse las rocas más blandas que las rodean. Se han representado tanto en los billetes de Zimbabue como en los del dólar de Rodesia. Las que aparecen en los billetes actuales de Zimbabue, denominadas Banknote Rocks, se encuentran en Epworth, a unos 14 km (9 mi) al sureste de Harare.
Hay muchas formaciones diferentes de rocas, que incorporan columnas simples y pareadas de tres o más rocas. Estas formaciones son características del sur y el este de África tropical, desde el norte de Sudáfrica hacia el norte hasta Sudán. Las formaciones más notables de Zimbabue se encuentran en el Parque Nacional de Matobo, en Matabeleland.
El himno nacional de Zimbabue es Simudzai Mureza wedu WeZimbabwe (en idioma shona), también llamado Kalibusiswe Ilizwe leZimbabwe (en idioma ndebele del norte), que significa ‘alza la bandera de Zimbabue’.
Se introdujo en marzo de 1994 tras un concurso nacional para sustituir a Ishe komborera Africa como canción claramente zimbabuense. La ganadora fue una canción escrita por el profesor Solomon Mutswairo y compuesta por Fred Changundega. Se ha traducido a las tres lenguas principales de Zimbabue.

### Fiestas
| Fecha           | Nombre en castellano             | Nombre local        | Notas                                             |
| --------------- | -------------------------------- | ------------------- | ------------------------------------------------- |
| 1 de enero      | Día de año nuevo                 | New Year’s Day      |                                                   |
| Varía cada año  | Viernes Santo                    | Good Friday         |                                                   |
| Varía cada año  | Lunes de Pascua                  | Easter Monday       |                                                   |
| 18 de abril     | Día de la independencia          | Independence day    | Reconocida por Reino Unido el 18 de abril en 1980 |
| 1 de mayo       | Día del trabajo                  | Labour Day          |                                                   |
| 25 de mayo      | Día de África                    | Africa’s Day        | El 25 de mayo de 1963 se fundó la OUA             |
| 7 de agosto     | Día de los héroes                | Heroes' Day         |                                                   |
| 8 de agosto     | Día del ejército                 | Defenced Forces Day |                                                   |
| 22 de diciembre | Fiesta de la unidad              | Unity Day           |                                                   |
| 25 de diciembre | Día de Navidad                   | Christmas Day       |                                                   |
| 26 de diciembre | Día festivos o día de la familia | Boxing Day          |                                                   |

### Ciencia y Tecnología
Zimbabue cuenta con infraestructuras nacionales relativamente bien desarrolladas y una larga tradición de fomento de la investigación y el desarrollo, como demuestra la tasa impuesta a los cultivadores de tabaco desde la década de 1930 para promover la investigación de mercado.
El país tiene un sistema educativo bien desarrollado, y uno de cada once adultos posee un título terciario. Dada la sólida base de conocimientos del país y sus abundantes recursos naturales, Zimbabue tiene un gran potencial de crecimiento.
Zimbabue ocupó el puesto 117 en el Índice Global de Innovación en 2023, por debajo del puesto 107 que ocupó en 2022.

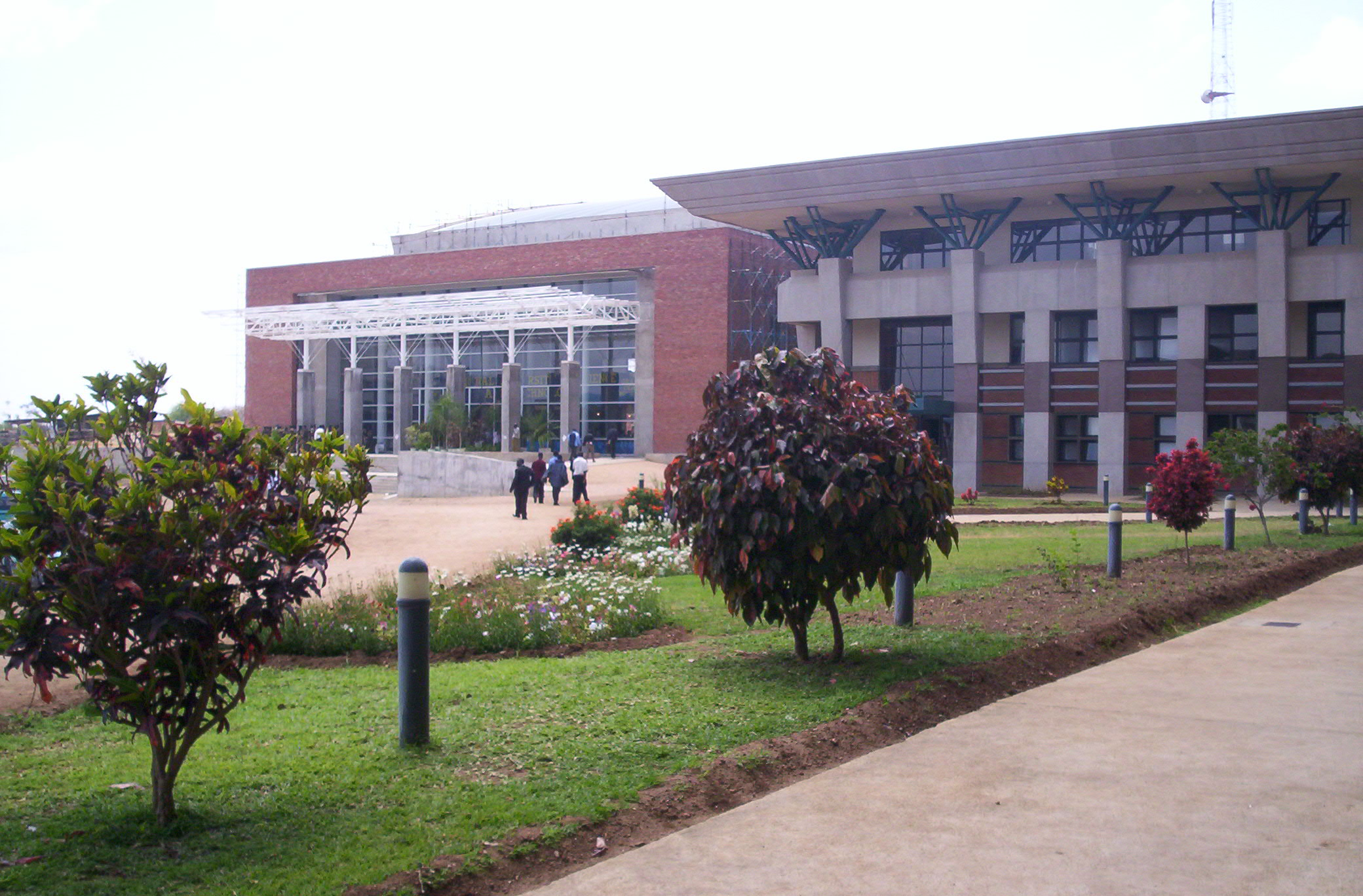
La Universidad Nacional de Ciencia y Tecnología de Zimbabue.

Para alcanzar su potencial de crecimiento, Zimbabue deberá corregir varias deficiencias estructurales. Por ejemplo, carece de la masa crítica de investigadores necesaria para impulsar la innovación. Aunque existen las infraestructuras necesarias para aprovechar la investigación y el desarrollo al servicio del desarrollo socioeconómico de Zimbabue, las universidades y las instituciones de investigación carecen de los recursos financieros y humanos necesarios para llevar a cabo investigaciones, y el entorno normativo obstaculiza la transferencia de nuevas tecnologías al sector empresarial. La crisis económica ha precipitado un éxodo cada vez más preocupante de estudiantes universitarios y profesionales en áreas clave de especialización (medicina, ingeniería, etc.). Más del 22% de los estudiantes terciarios zimbabuenses finalizaban sus estudios en el extranjero en 2012, frente a una media del 4% en el conjunto del África subsahariana. En 2012, había 200 investigadores (en número de personas) empleados en el sector público, una cuarta parte de los cuales eran mujeres. Esto supone el doble de la media continental (91 en 2013), pero solo una cuarta parte de la densidad de investigadores de Sudáfrica (818 por millón de habitantes). El Gobierno ha creado el sitio web Zimbabwe Human Capital para proporcionar información a la diáspora sobre oportunidades de empleo e inversión en Zimbabue.
La Segunda Política Científica y Tecnológica del país se puso en marcha en junio de 2012, tras haber sido elaborada con ayuda de la UNESCO. Sustituye a la anterior, de 2002. La política de 2012 da prioridad a la biotecnología, las tecnologías de la información y la comunicación (TIC), las ciencias espaciales, la nanotecnología, los sistemas de conocimiento autóctonos, las tecnologías aún por emerger y las soluciones científicas a los retos medioambientales emergentes. La Segunda Política de Ciencia y Tecnología también afirma el compromiso del Gobierno de destinar al menos el 1% del PIB a investigación y desarrollo, centrar al menos el 60% de la educación universitaria en el desarrollo de competencias en ciencia y tecnología y garantizar que los alumnos de las escuelas dediquen al menos el 30% de su tiempo al estudio de asignaturas científicas.

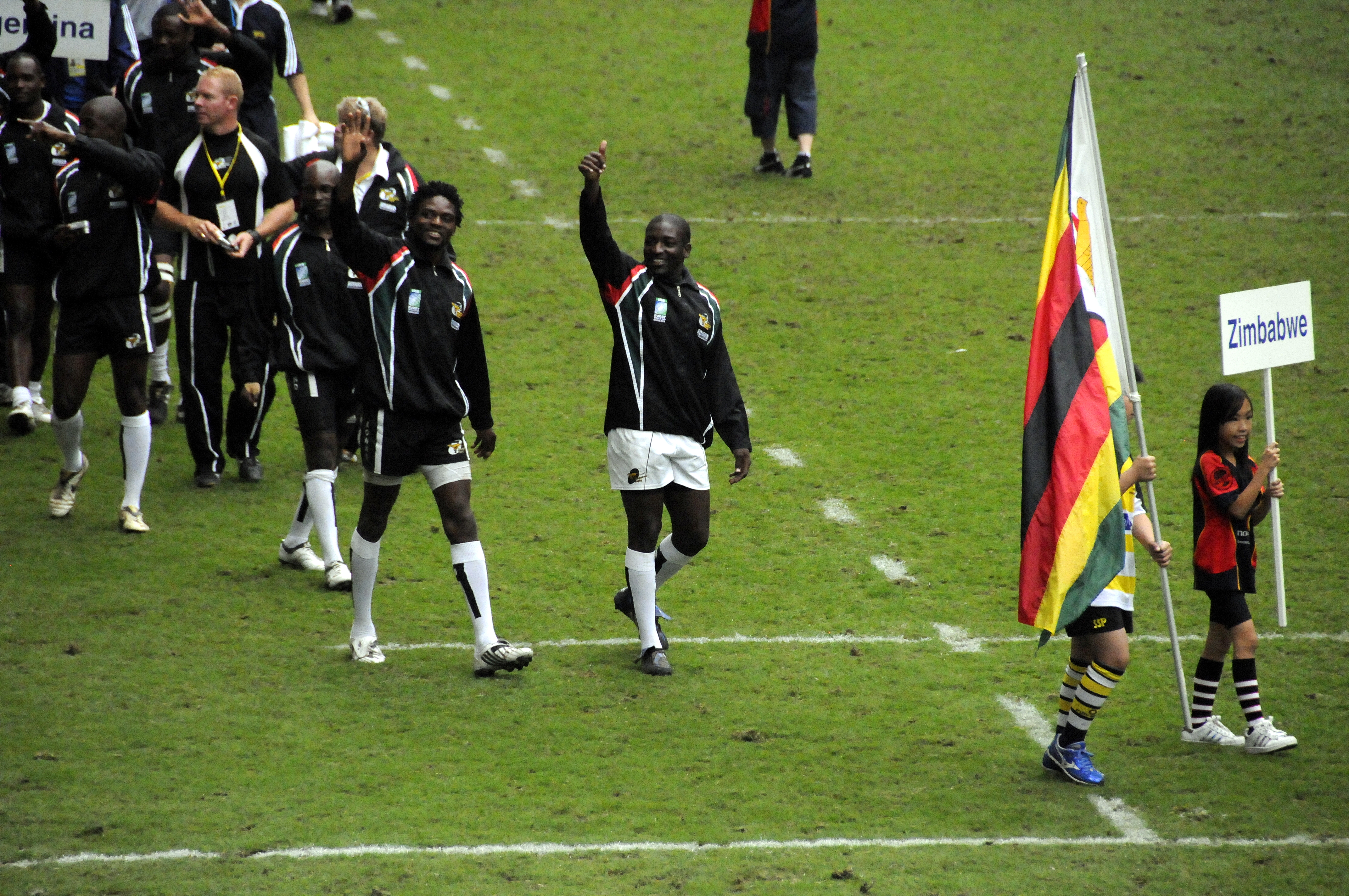
Equipo de rugby Zimbabwe Sevens.

En 2014, Zimbabue contaba con 21 publicaciones por millón de habitantes en revistas catalogadas internacionalmente, según la Web of Science (Science Citation Index Expanded) de Thomson Reuters. Esto situó a Zimbabue en el sexto puesto de los 15 países de la SADC, por detrás de Namibia (59), Mauricio (71), Botsuana (103) y, sobre todo, Sudáfrica (175) y Seychelles (364). La media del África subsahariana fue de 20 publicaciones científicas por millón de habitantes, frente a una media mundial de 176 por millón.

## Deporte
A pesar de que los deportes más populares en Zimbabue son el fútbol, el rugby y el cricket, los deportes que han conseguido más éxito en los últimos años han sido el tenis, el golf, el hockey sobre césped y, con Kirsty Coventry a la cabeza, la natación.
En tenis, los máximos representantes son Kevin Ullyett y los hermanos Black: Wayne, Cara, y Byron. Wayne Black ha ganado dos Grand Slams en la modalidad de dobles y 18 títulos en total, 14 de ellos acompañado por Kevin Ullyett.
En golf, Nick Price ha logrado el triunfo en dos torneos majors, el British Open y el PGA Championship, y participó tanto como jugador como capitán en la Copa de Presidentes. El país ha dado otros golfistas de primer nivel, como Mark McNulty (golfista), Tony Johnstone y Brendon de Jonge.

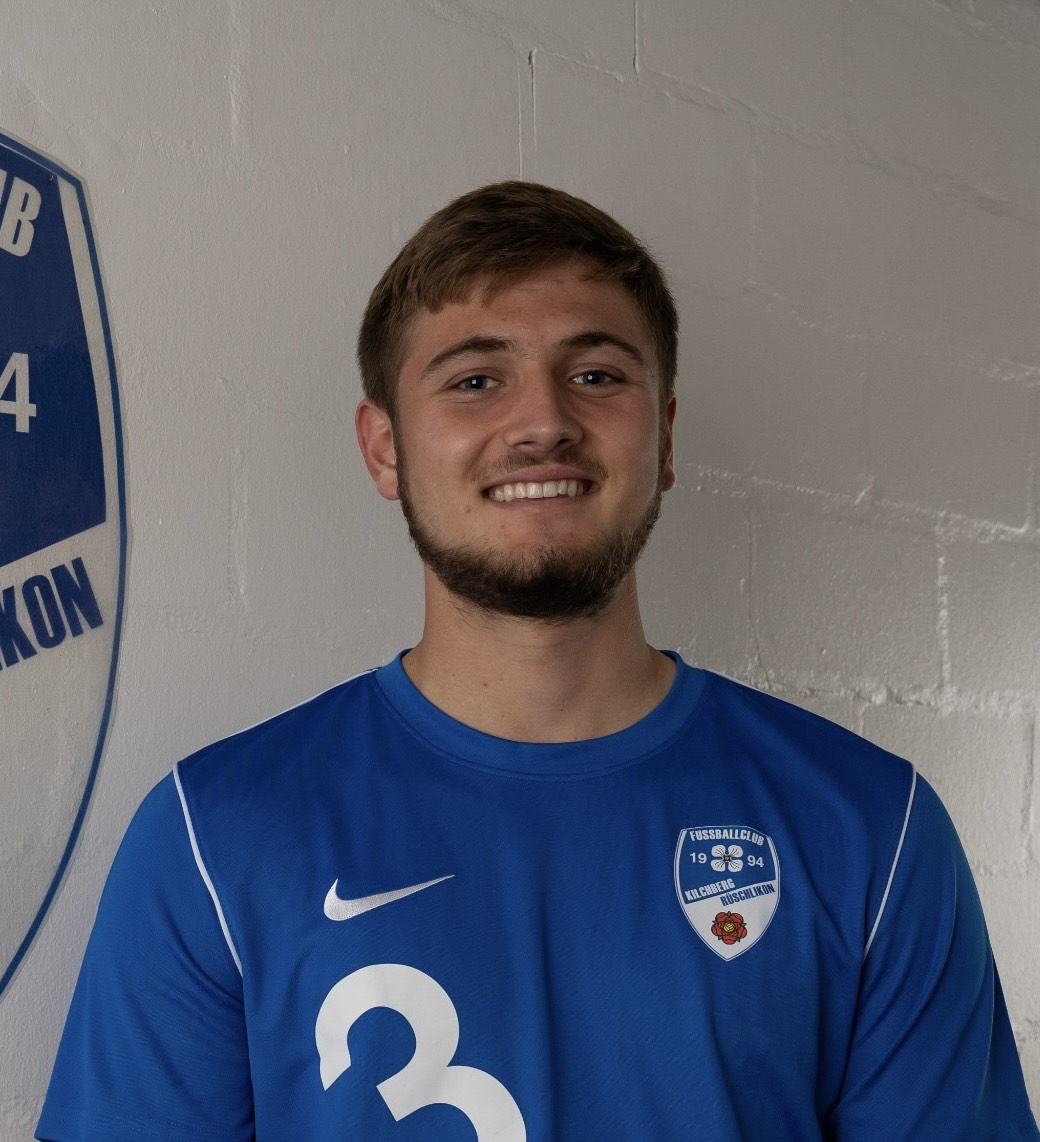
Sebastien Summerfield, jugador de la selección de futbol de Zimbabue sub-20.

En hockey sobre césped, el logro más importante ha sido la conquista de la medalla de oro en categoría femenina en los Juegos Olímpicos de Moscú 1980, tras derrotar a la selección austriaca.
En natación, Kirsty Coventry se ha convertido en una de las nadadoras plusmarquistas más importantes de la historia, con dos medallas de oro, cuatro de plata y una de bronce repartidas en las categorías de 100, 200 y 400 metros en los Juegos Olímpicos de Atenas 2004 y de Pekín 2008. En 2000, fue nombrada deportista del año en Zimbabue, y en el año 2025 fue elegida presidenta del Comité Olímpico Internacional, siendo la primera mujer y la primera persona africana en ostentar dicho cargo.
En rallies, Conrad Rautenbach ha logrado dos Campeonatos de África de Rallyes en 2007 y 2011 con un Subaru Impreza, además de participar dos temporadas completas en el Mundial de Rallyes (2008 y 2009), una de ellas como piloto oficial Citroën al mando de un C4 WRC. Su mejor resultado fue 4.º en el Rallye de Argentina 2008.